# Biserica de lemn din Poarta

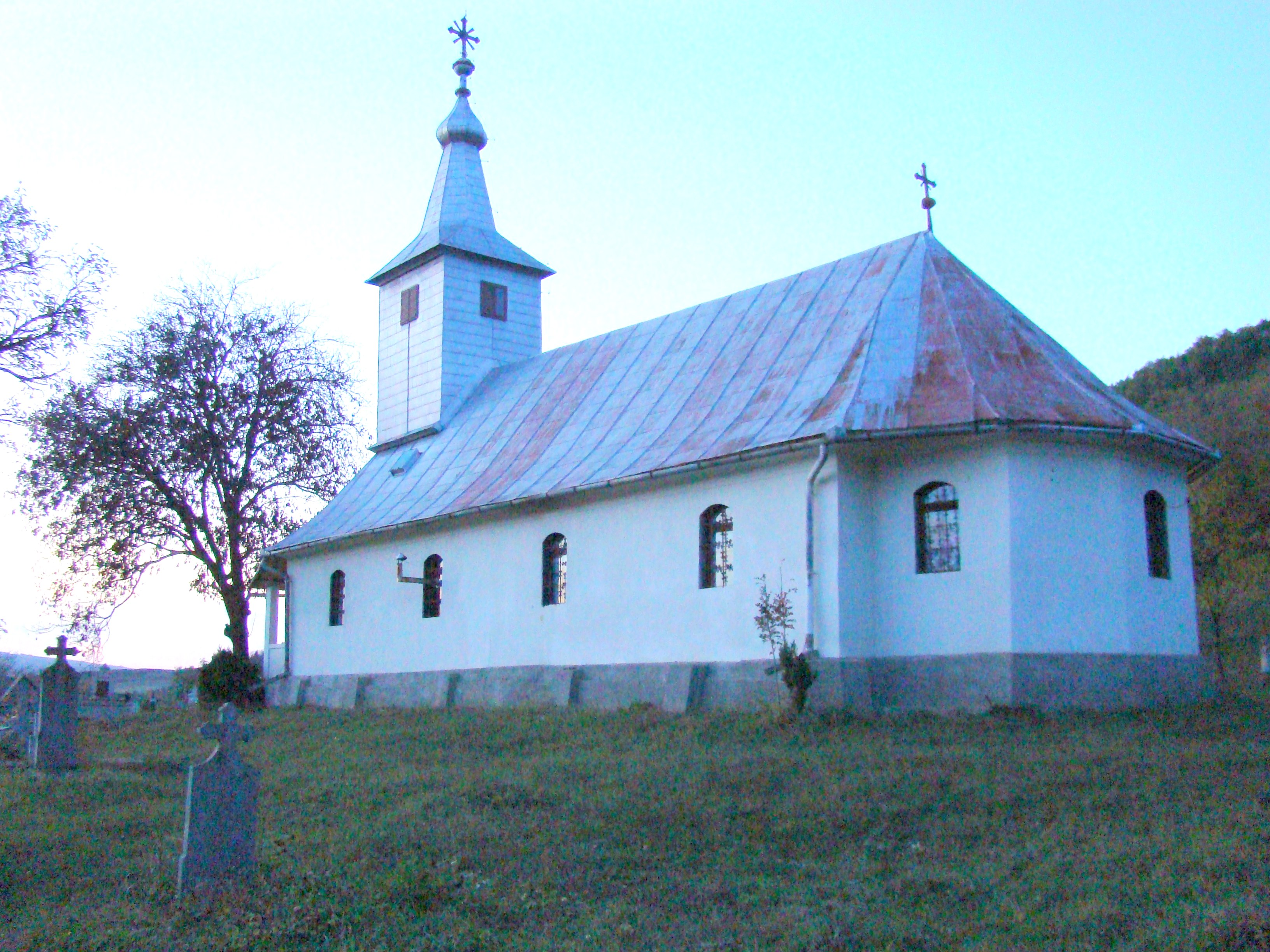
Biserica de lemn „Sfinţii Arhangheli” din Poarta, comuna Fărăgău, județul Mureș, foto: octombrie 2009.

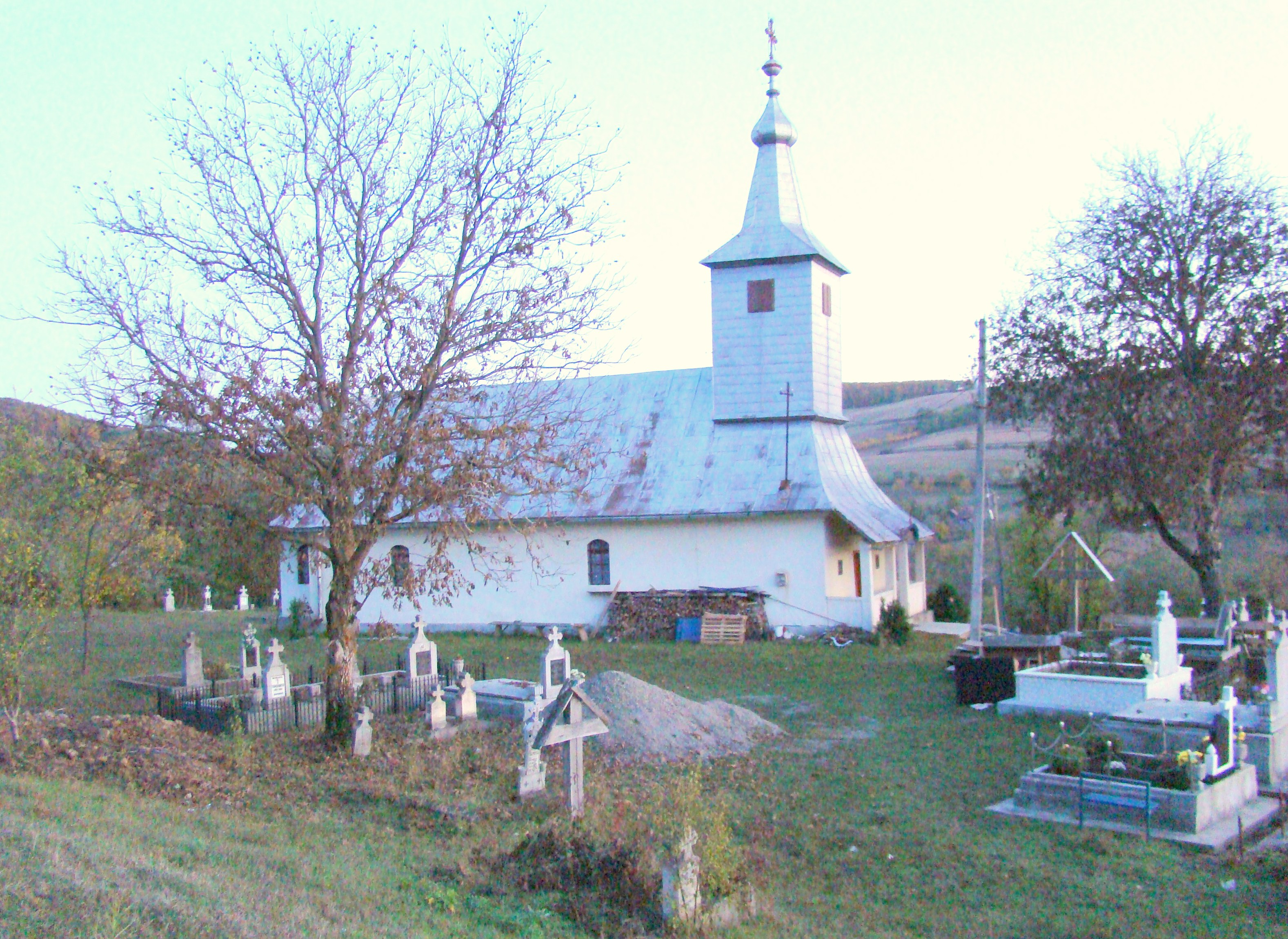
Biserica din depărtare

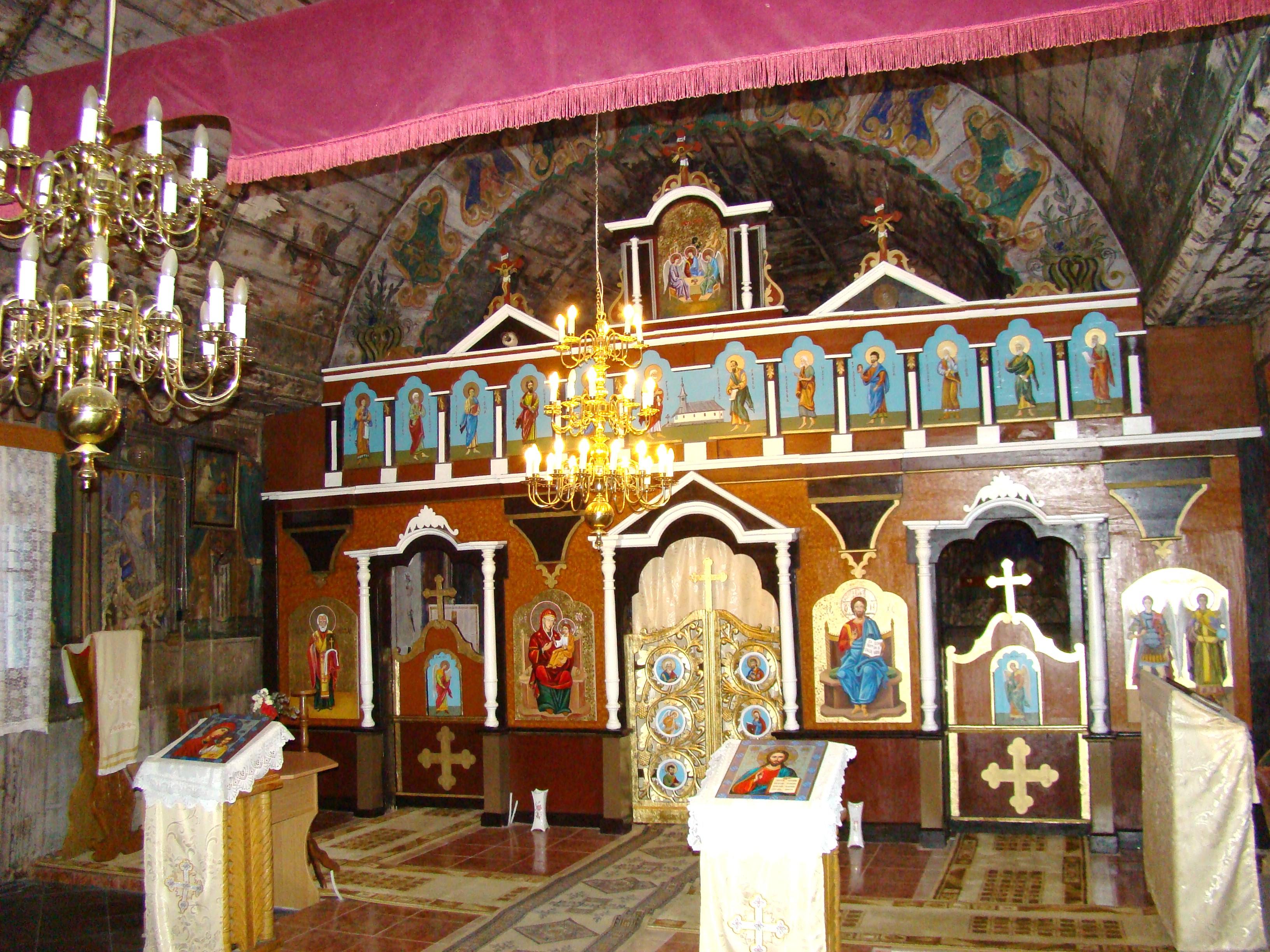
Interiorul navei

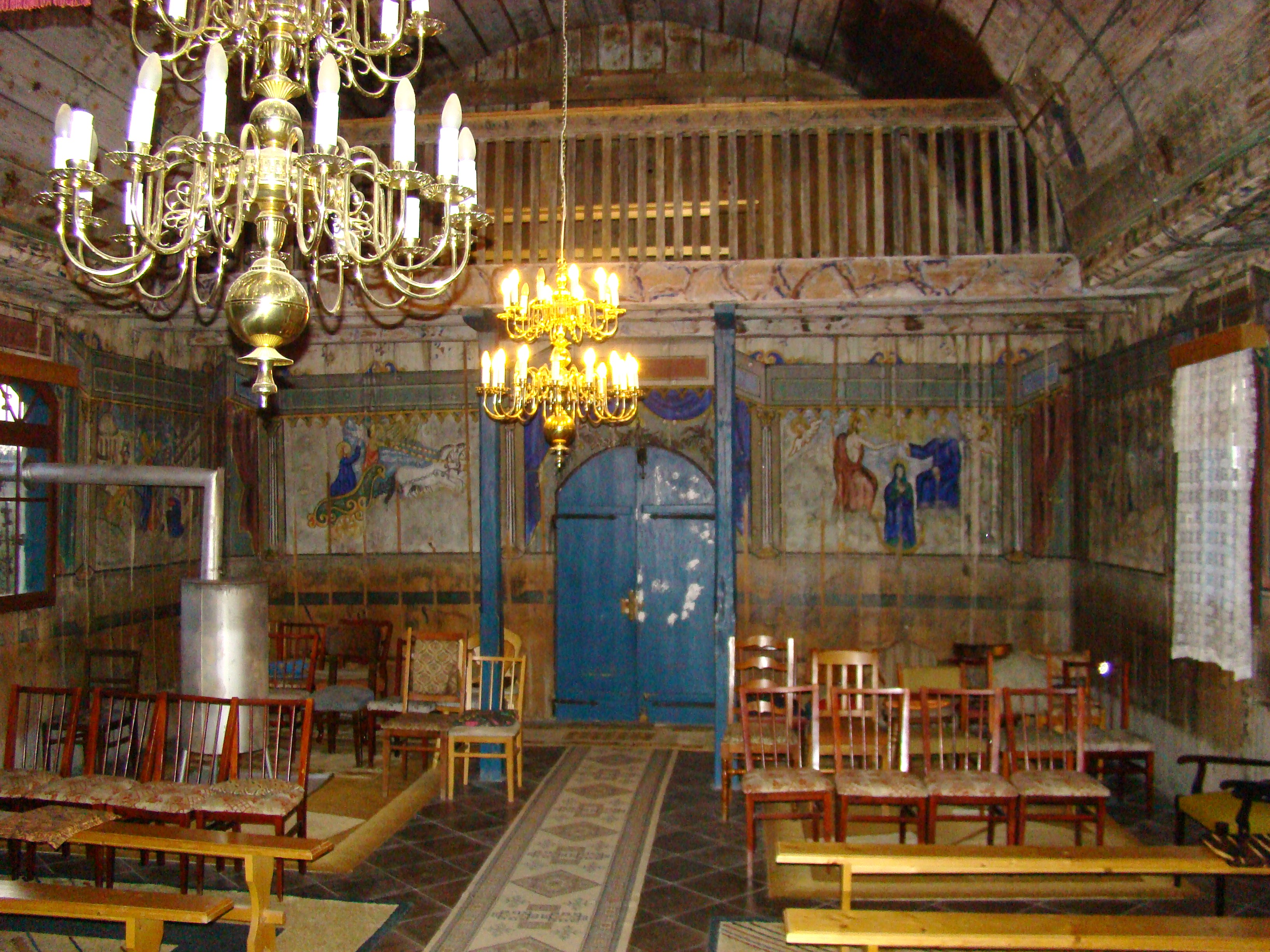
Interiorul navei către ieșire

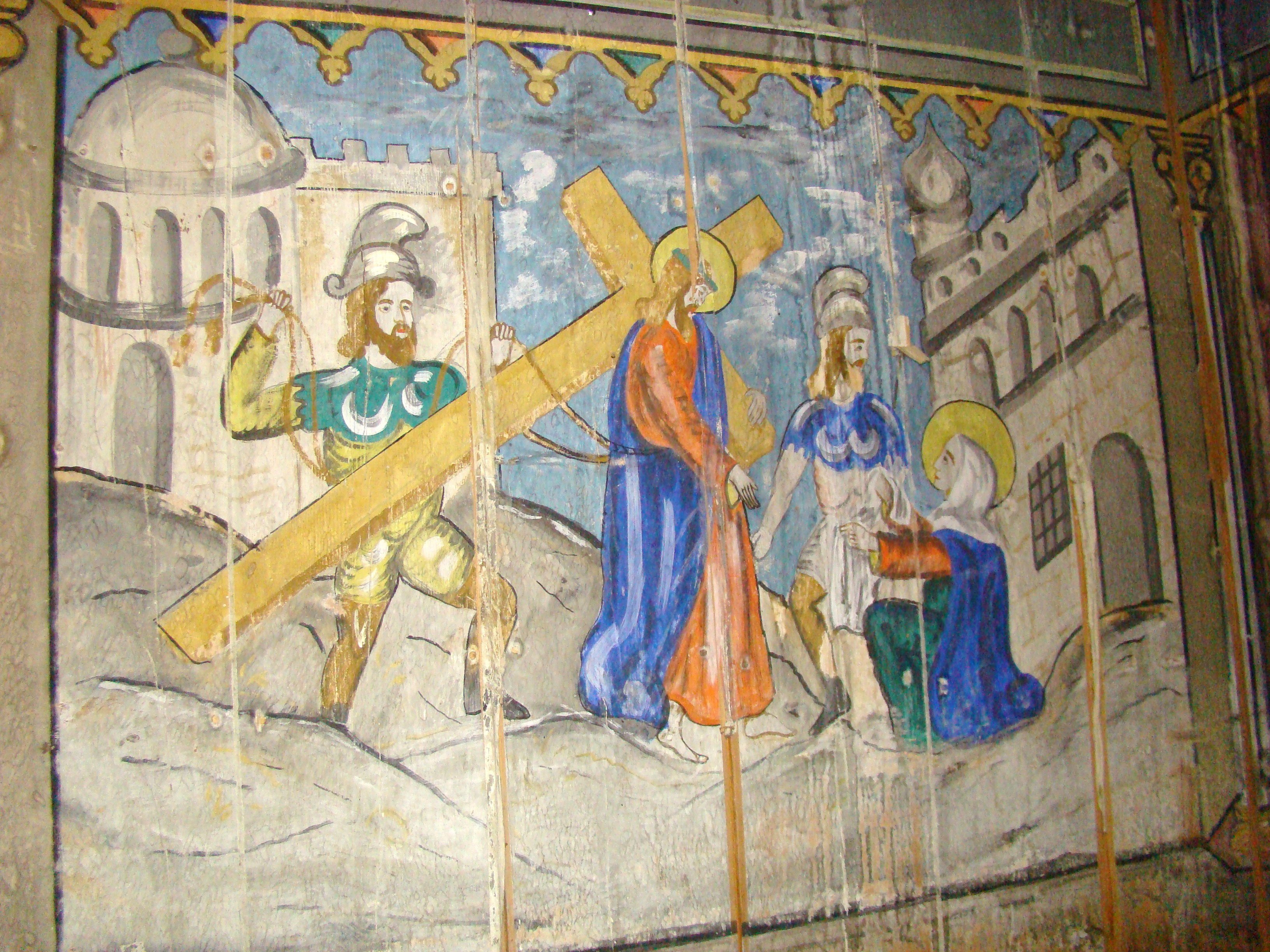
Drumul crucii

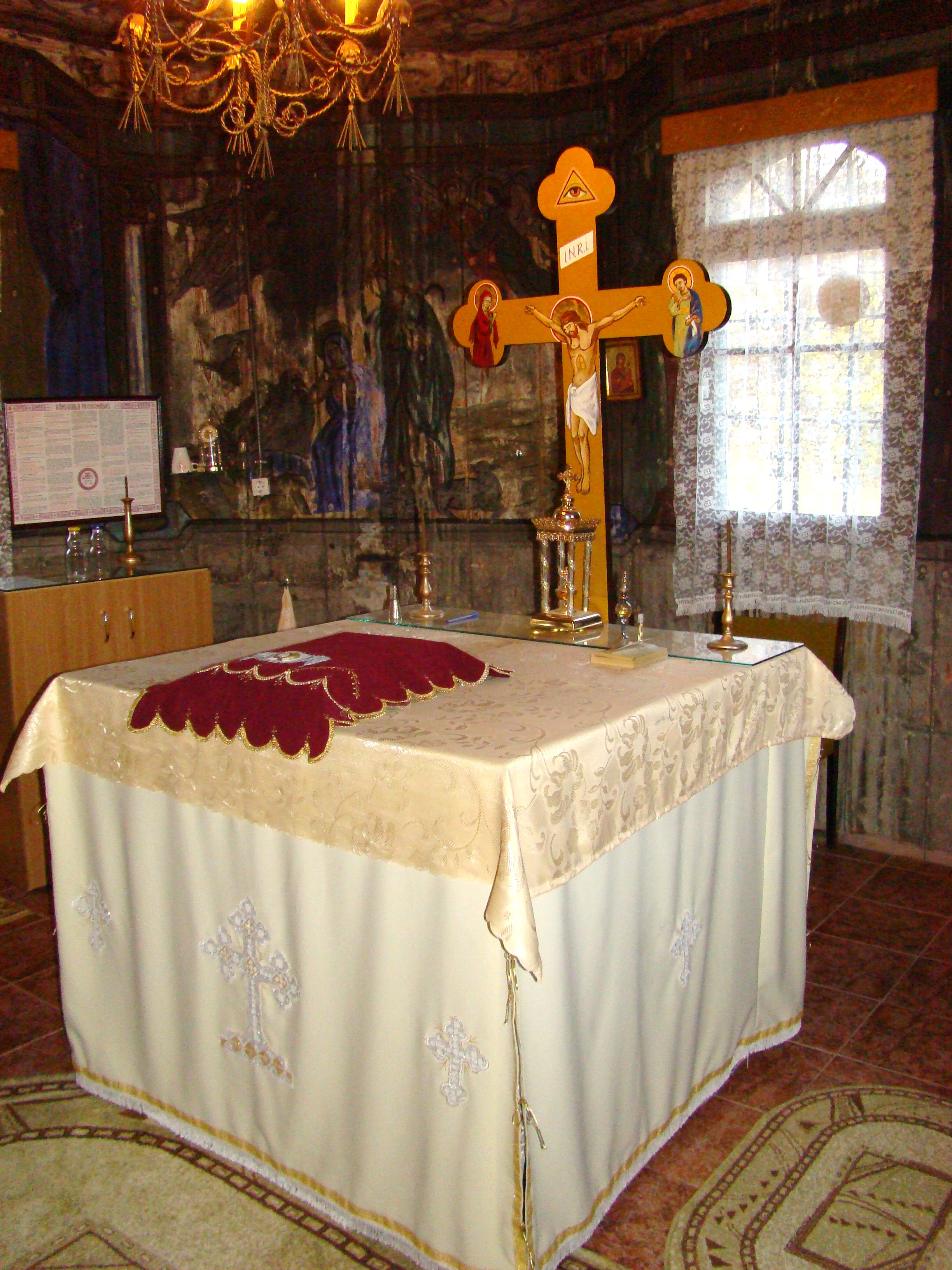
În altar

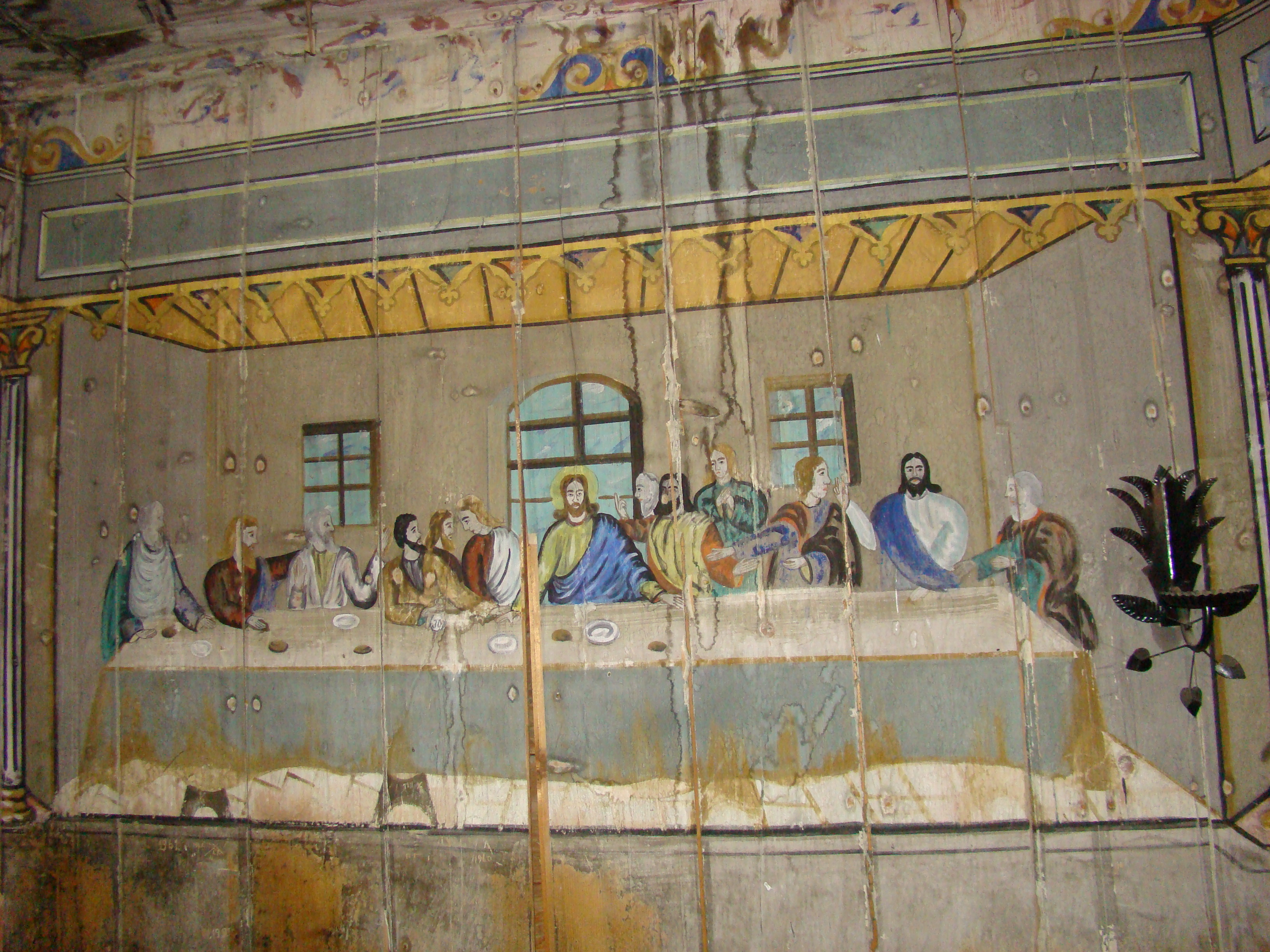
Cina cea de taină

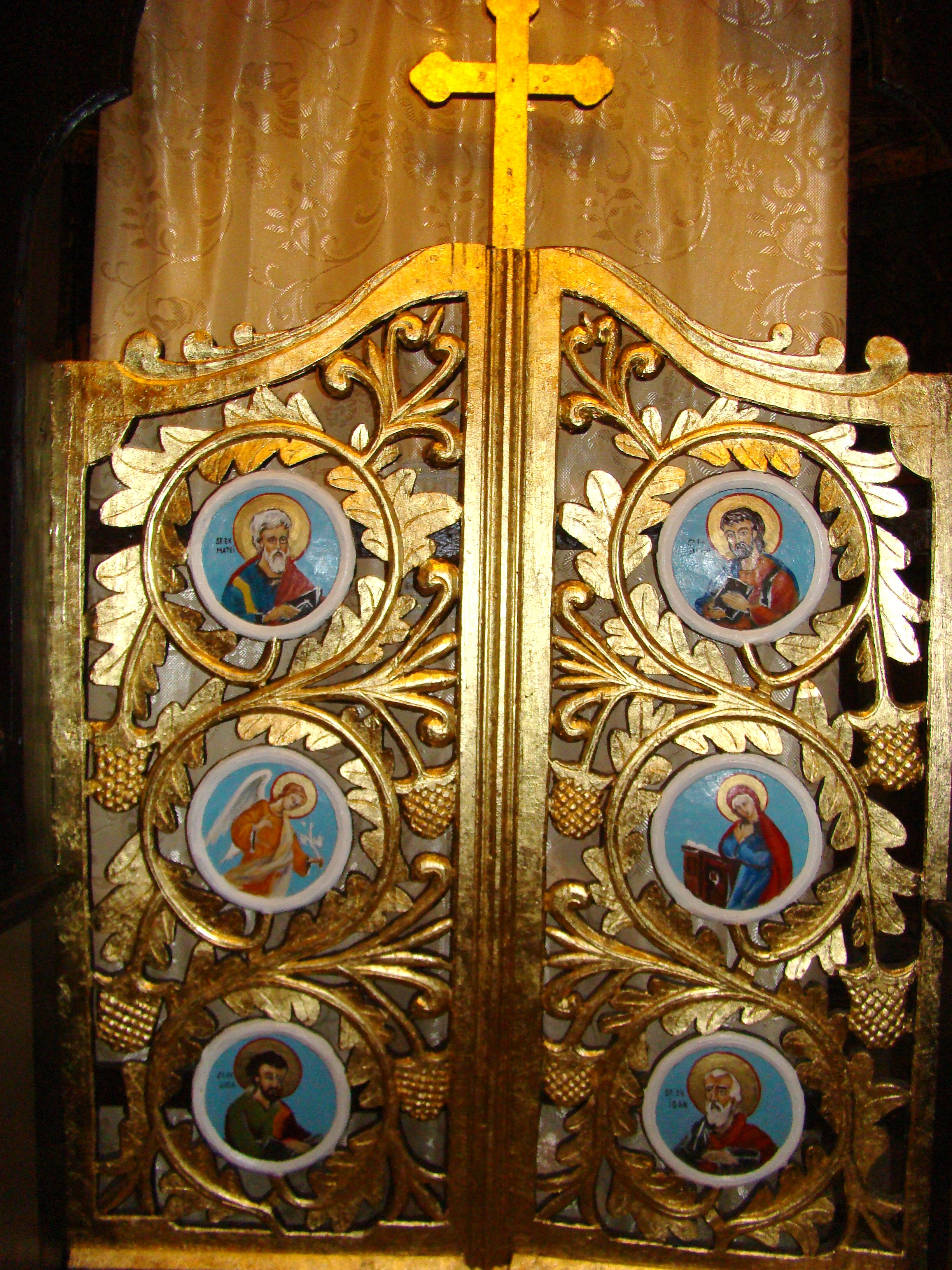
Uşile împărăteşti, din sec. al XVIII-lea, cu sculptură în ajur, inclusiv usciorul, pe motivul viţei cu struguri, încadrând medalioanele pictate

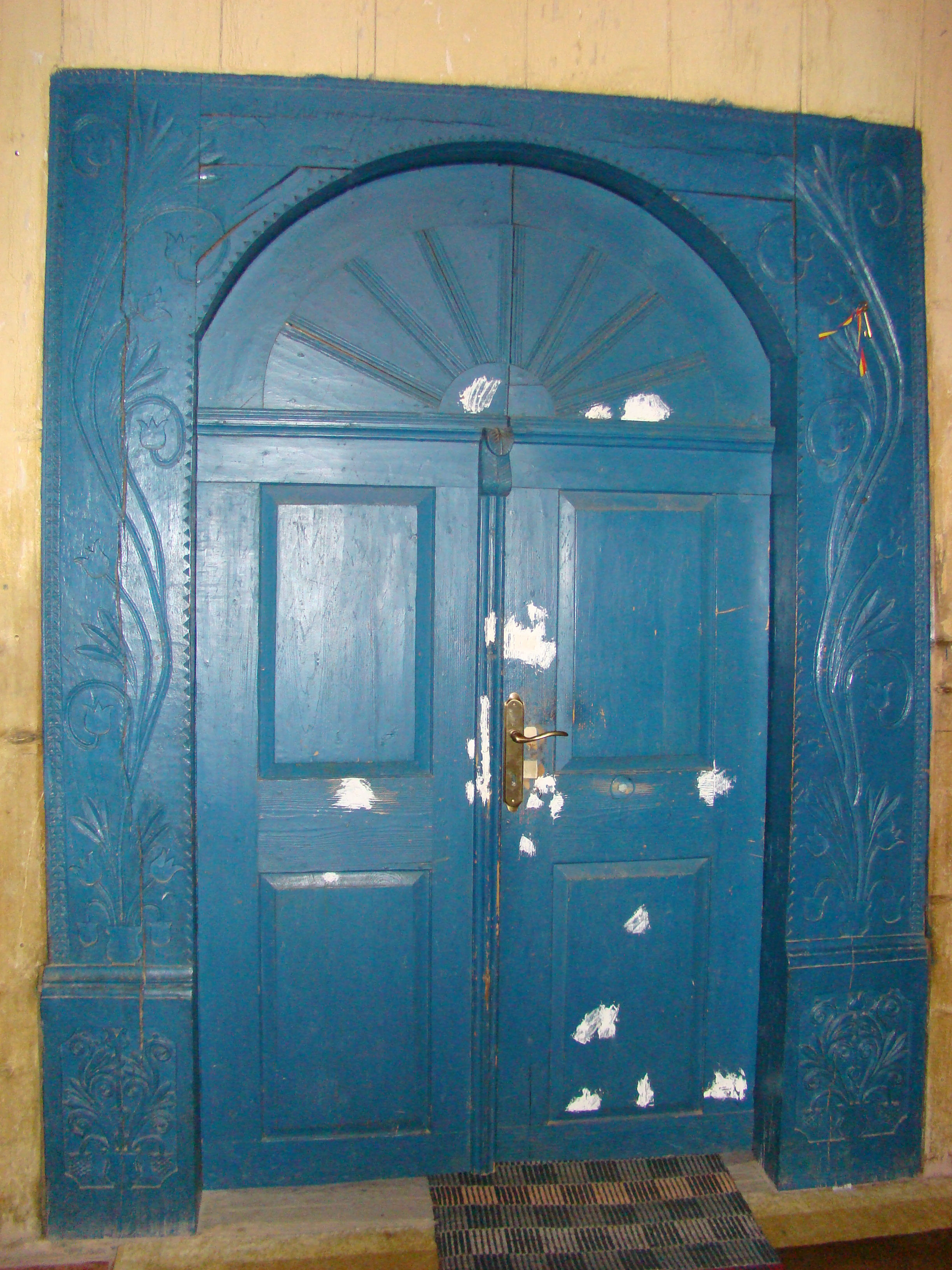
Ancadramentul intrării, de pe latura de vest, datat 1882, sculptat pe motive geometrice și vegetale, căni cu vreji. Iniţial, uşa intrării era pe latura de sud.

Biserica de lemn din Poarta, comuna Fărăgău, județul Mureș a fost ridicată cel mai târziu în anul 1882, conform inscripției, greu lizibilă, aflată deasupra intrării în naos. Biserica are hramul „Sfinții Arhangheli Mihail și Gavriil” (8 noiembrie) și nu se află pe noua listă a monumentelor istorice. 

## Istoric și trăsături
Cercetarea ei duce la concluzia că în anul 1882 i s-au făcut numai lucrări de reparație, cu modificări, data de edificare aflându-se la începutul sec.al XIX-lea. A fost renovată în 1965, când a fost tencuită în exterior și acoperită cu tablă. Pereții, de plan dreptunghiular, cu absida decroșată, poligonală, cu cinci laturi, au fost tencuiți la exterior, tăinuindu-se consolele, ale căror urme sunt evidente. Pe latura de vest au fost adăugate un pridvor închis, cu clopotniță deasupra, și o prispă.
Formă de navă, dimensiuni ample, turnul construit din lemn acoperit cu tablă, boltă semicilindrică din scândură. Biserica mai păstrează în naos și altar o parte din pictura murală originală, pictură de factură naivă, populară. Pisania de pe dosul tâmplei îl consemnează ca autor pe zugravul de la Nicula Dionisie Iuga, anul fiind 1900. Pictura de pe boltă a fost puternic degradată, în schimb s-au conservat destul de bine, scene din iconografie, pe pereții naosului. În anul 1882 sunt repictate icoanele vechii tâmple, care prin chenare, nimburi ,ca și prin decorul veșmintelor indică valoarea artistică deosebită a fazei originare, la care va trebui să se revină printr-o muncă de restaurare.
Icoana cu reprezentarea lui Iisus Hristos învățător, cu nimb reliefat, chenare în frânghie, are fondul din zona superioară decorat floral, într-un grund auriu. Pe icoana Maicii Domnului cu Pruncul, înnoitorul, Dionisie Iuga, cantor, mărturisește că a repictat-o gratis, fapt pentru care instanța istorică nu-l acuză de maltratarea operei de artă, primind circumstanțe atenuante în măsura în care aceasta a fost calea păstrării lor.
Noi lucrări de consolidare și amenajare interioară s-au efectuat recent, prin strădaniile tânărului preot paroh Vasile Anca. 

## Imagini din exterior

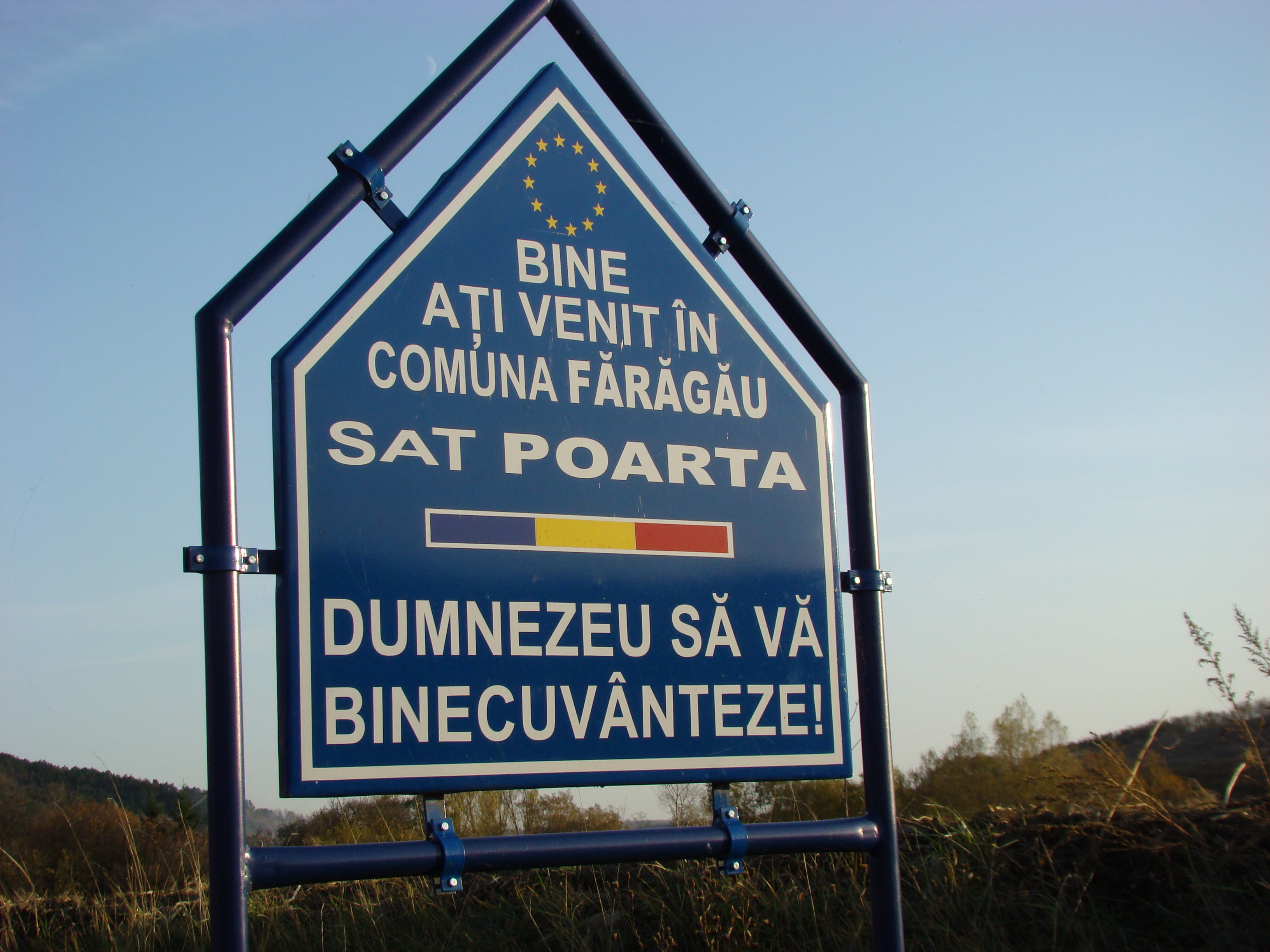
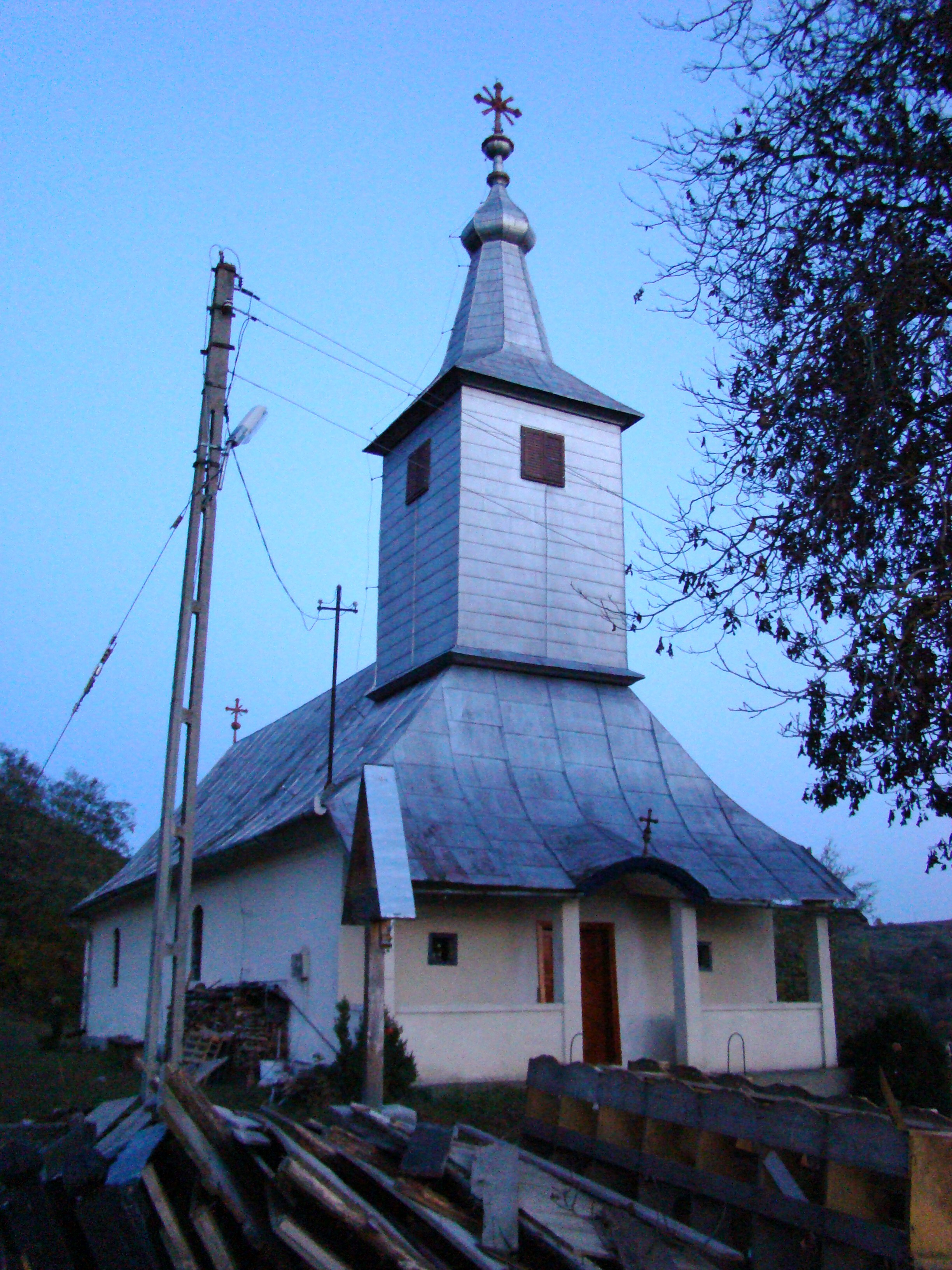
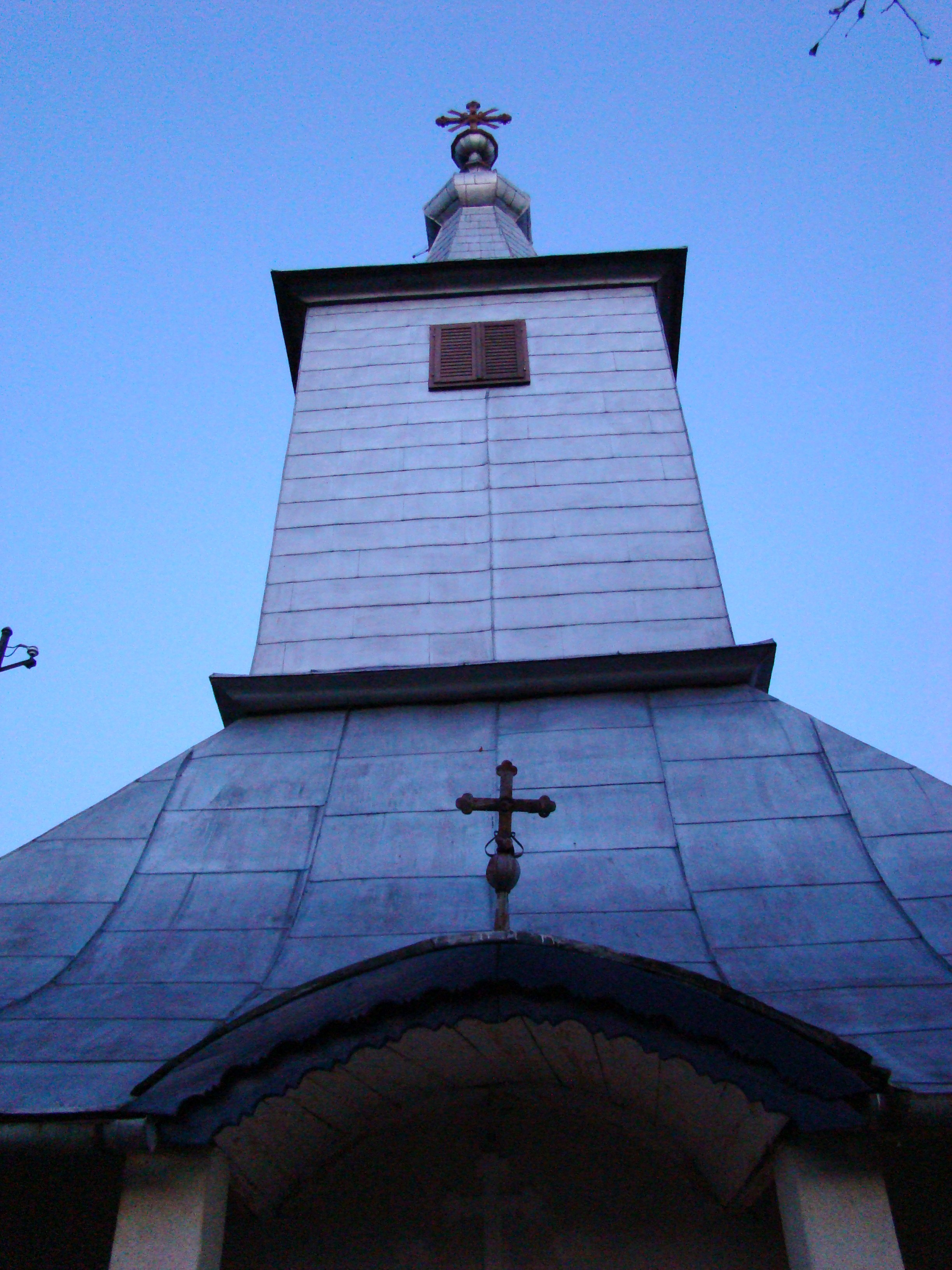
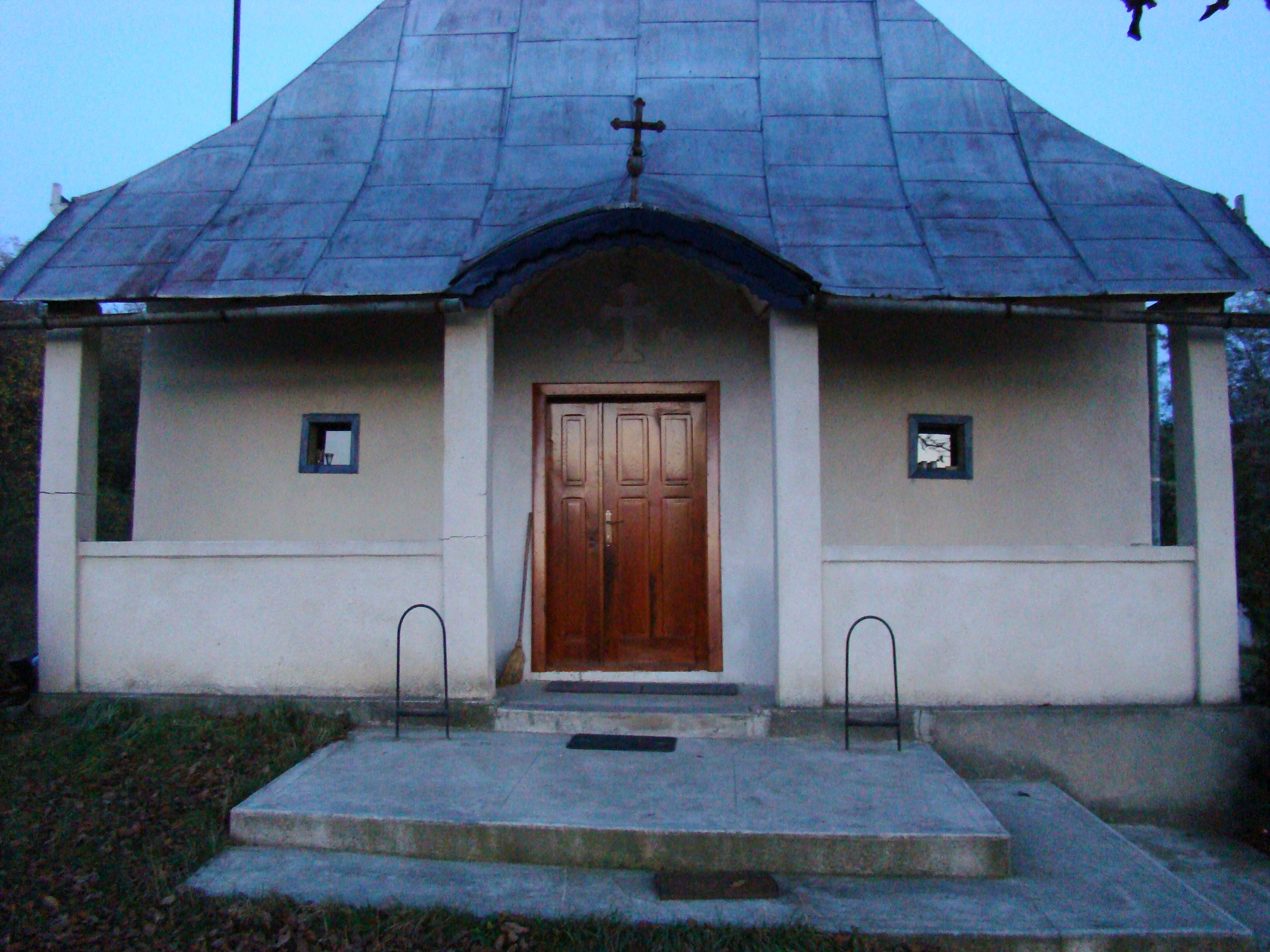
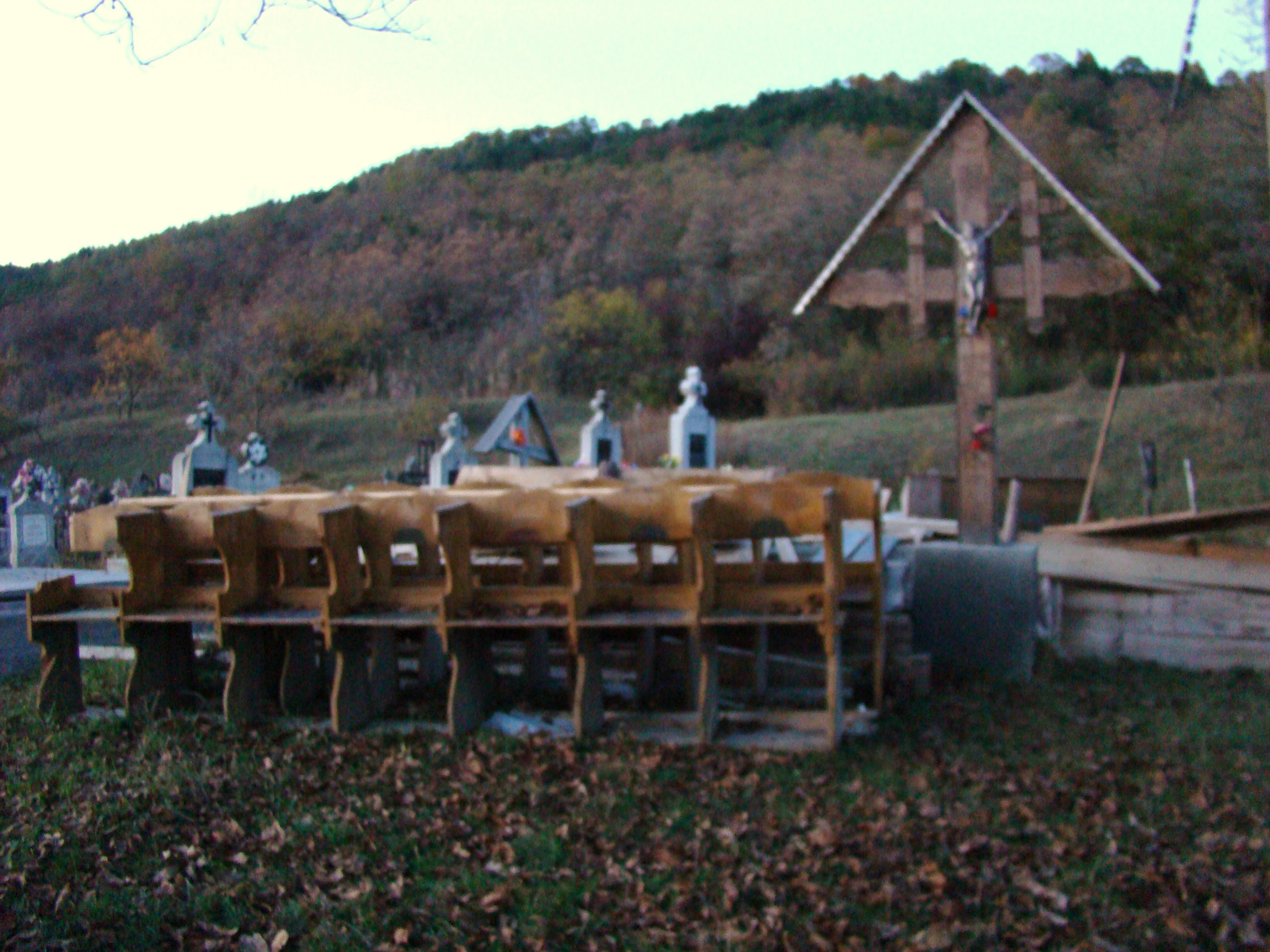
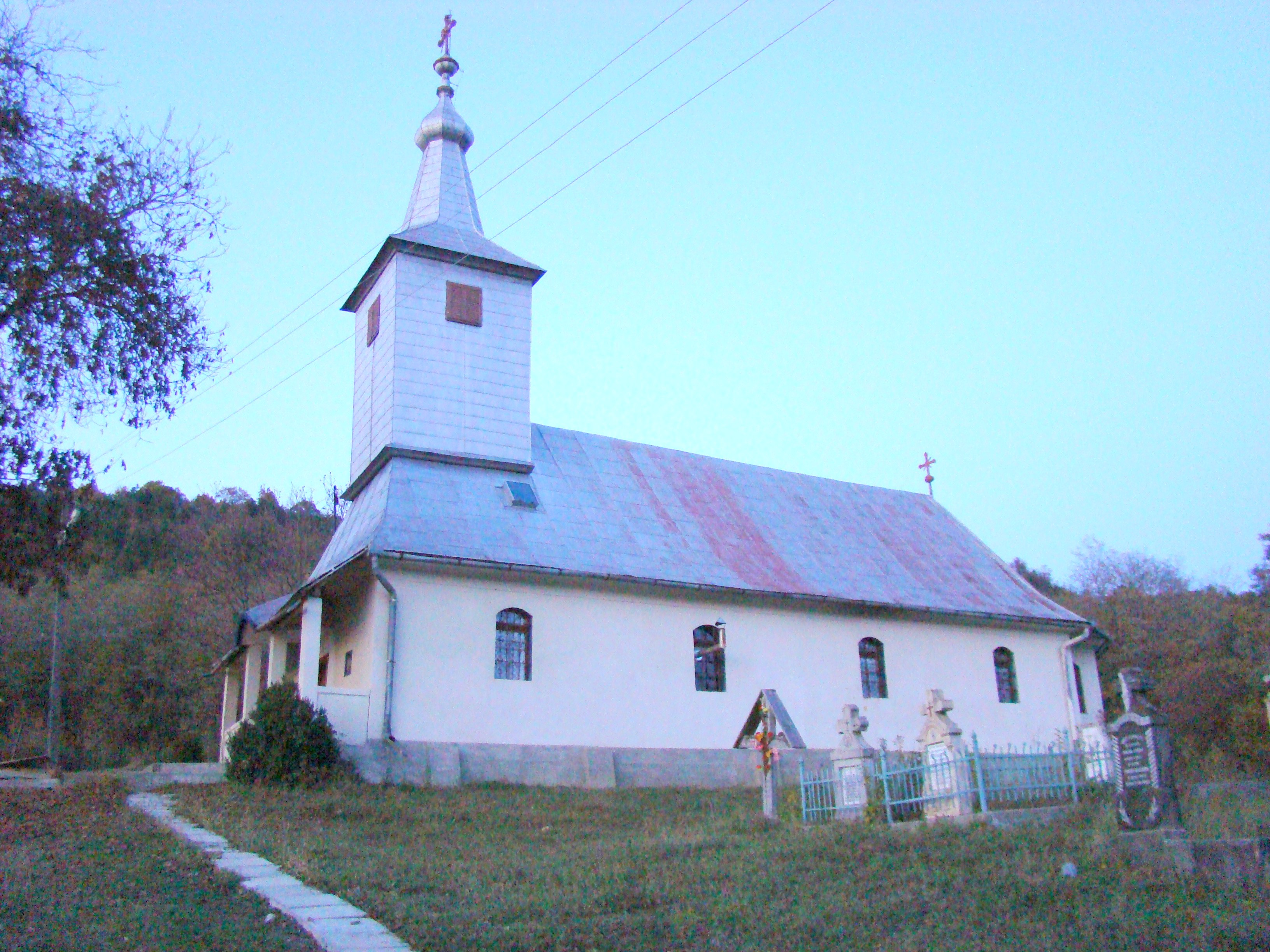
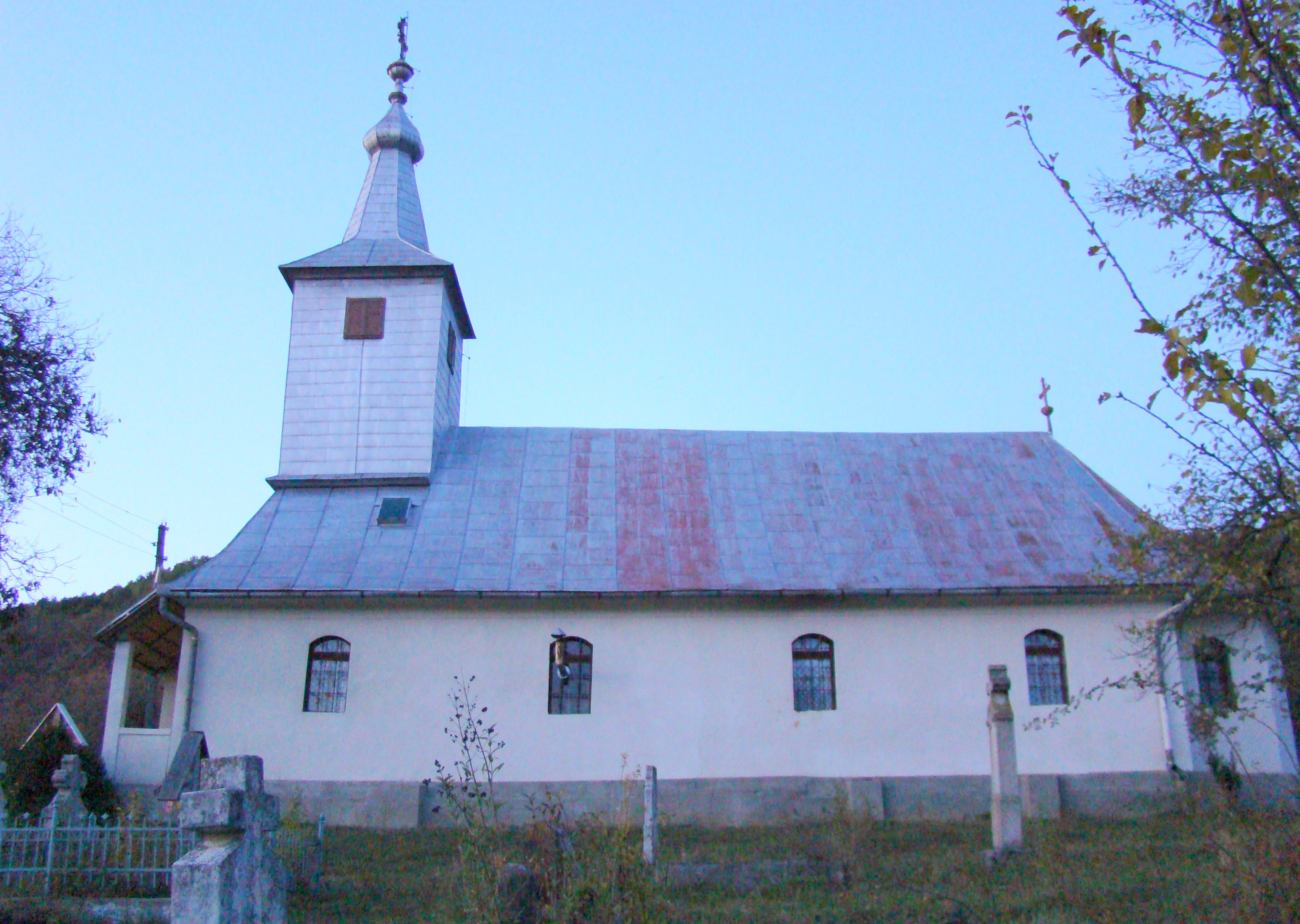
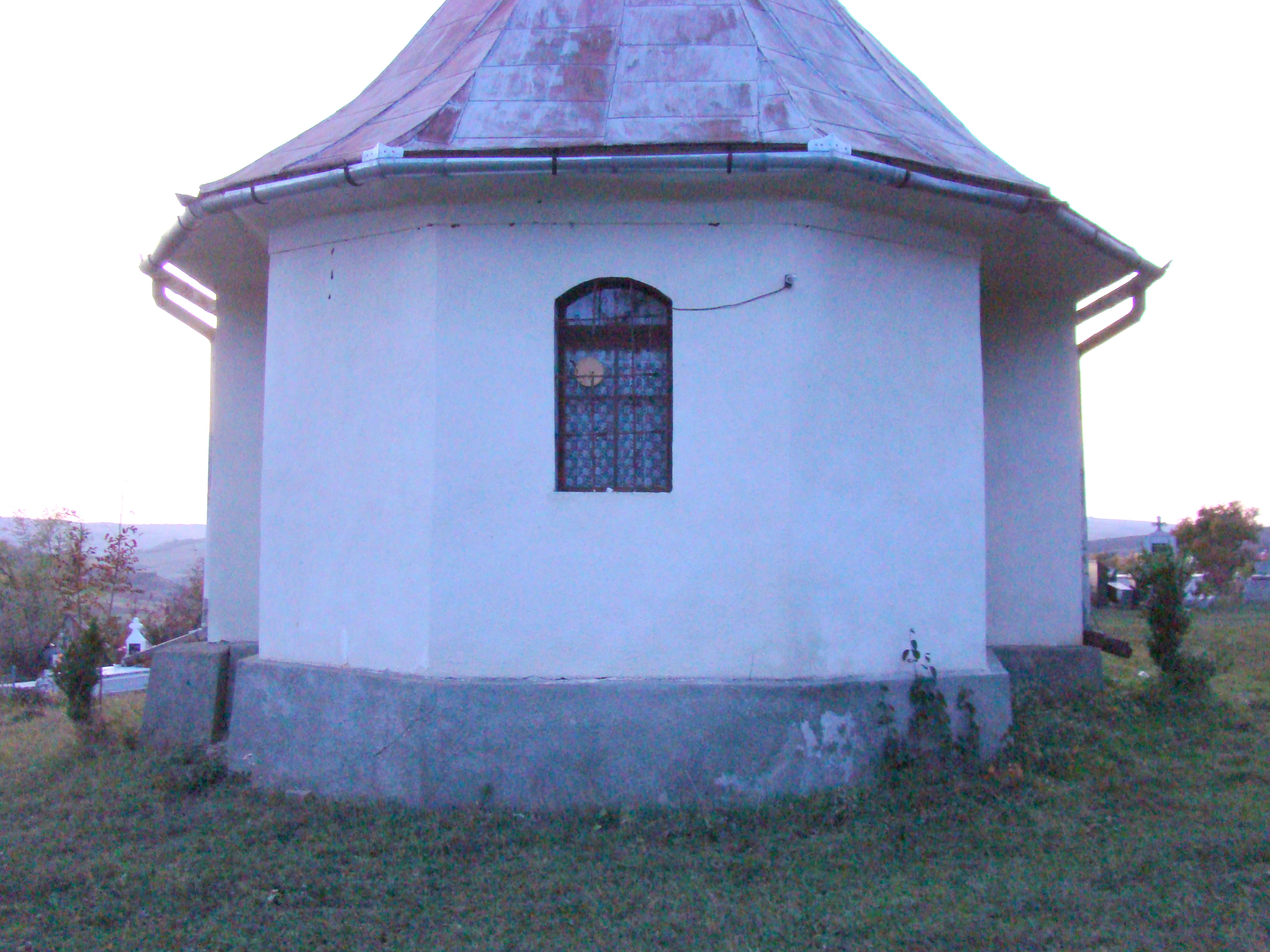
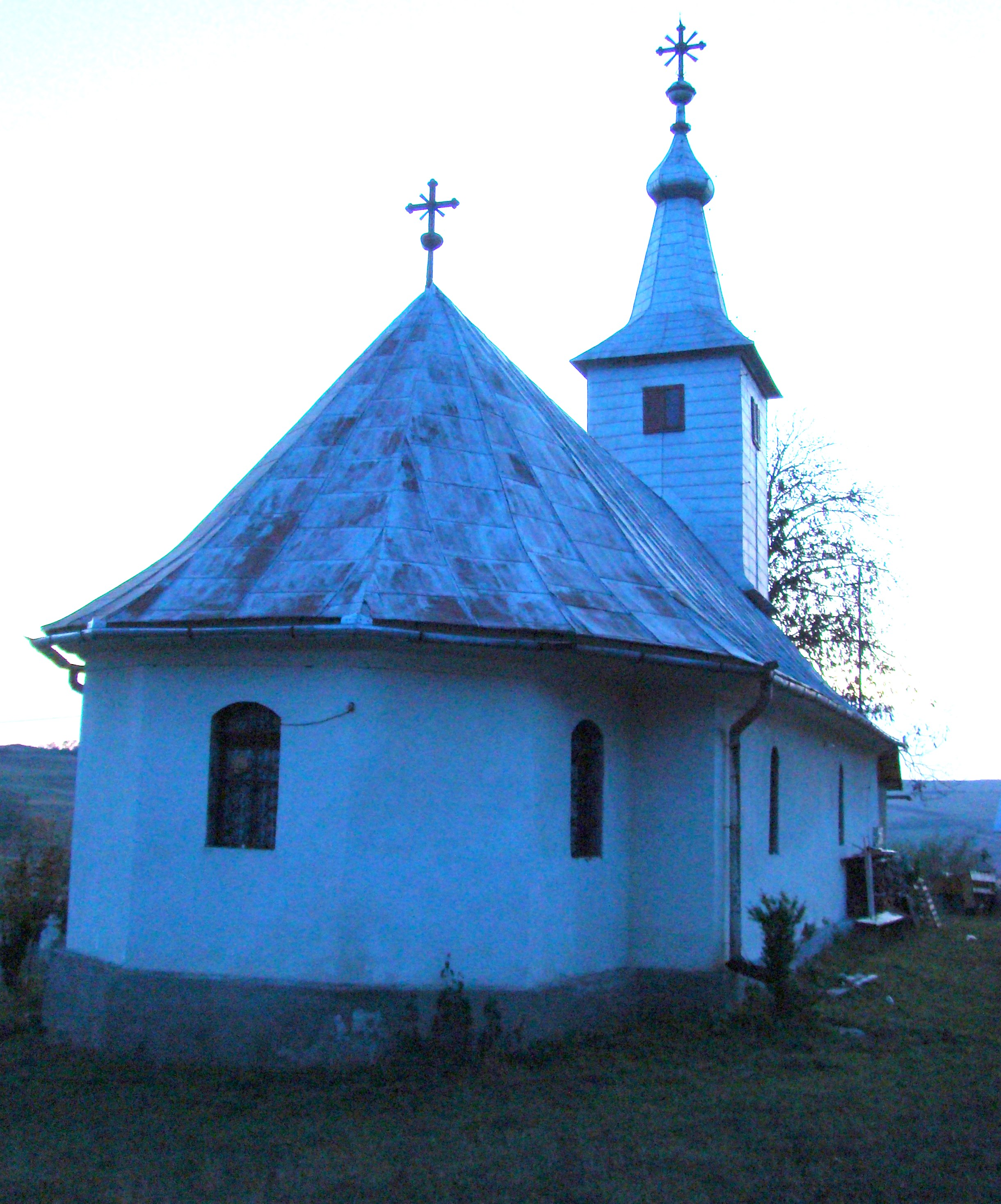
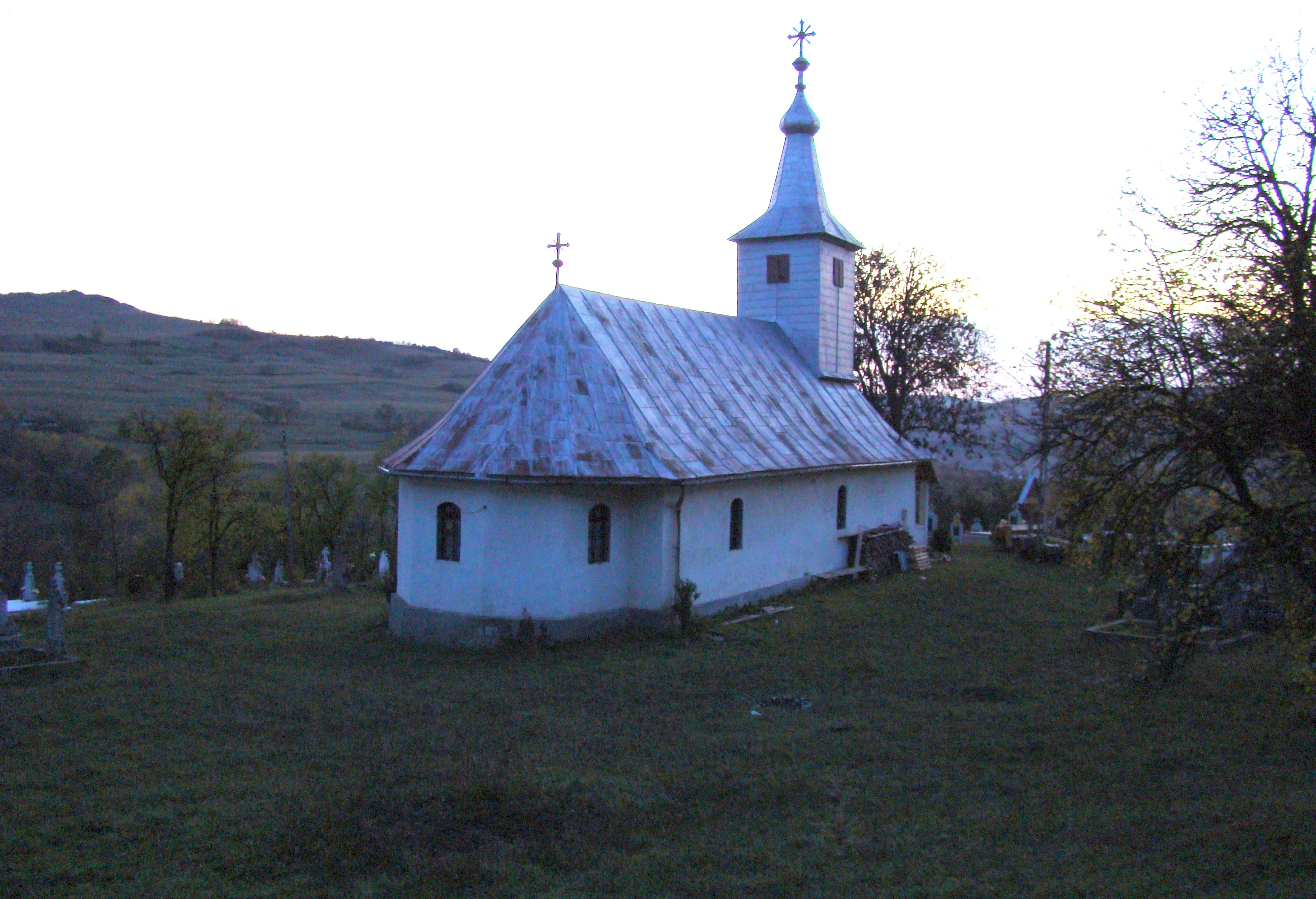
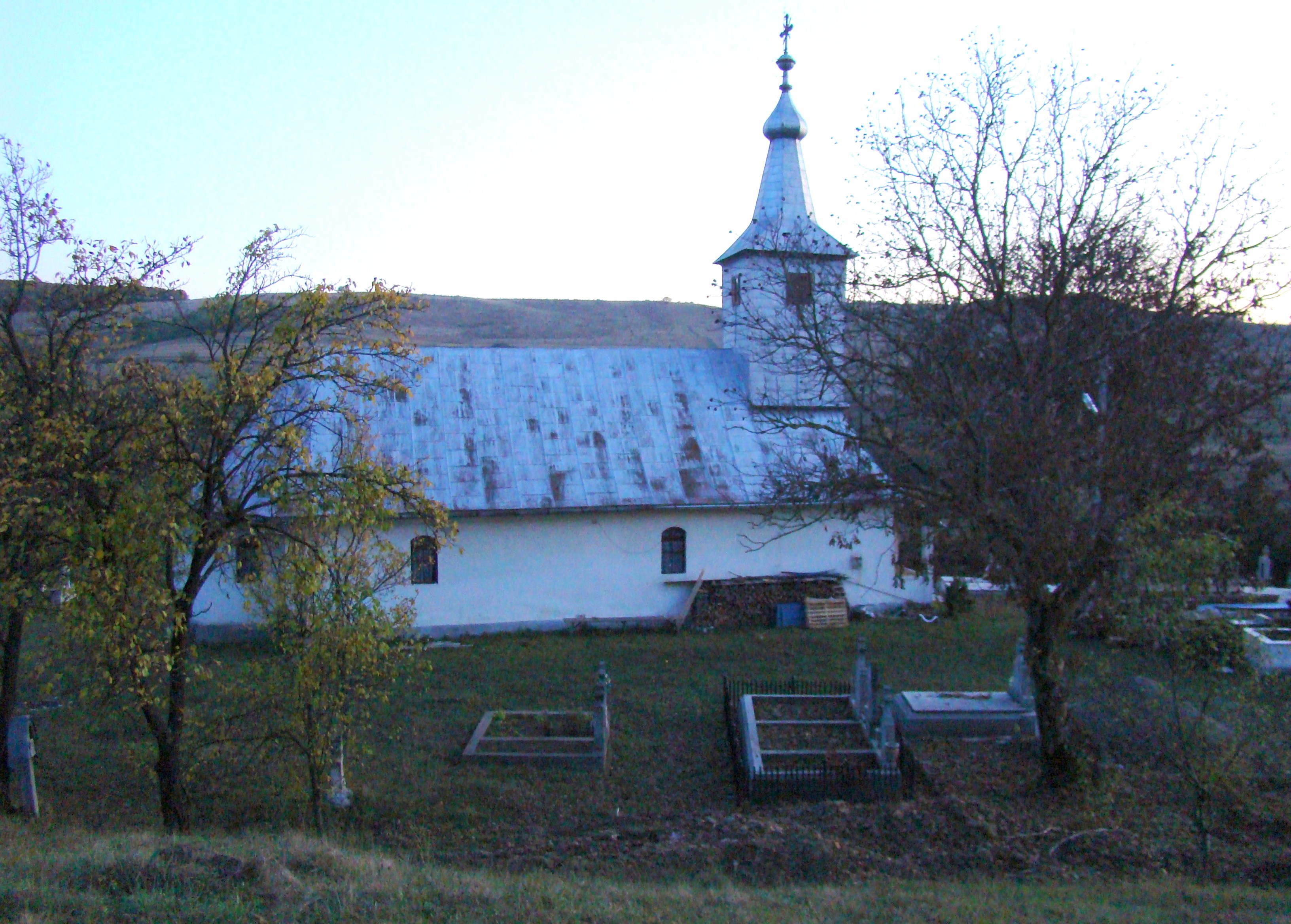
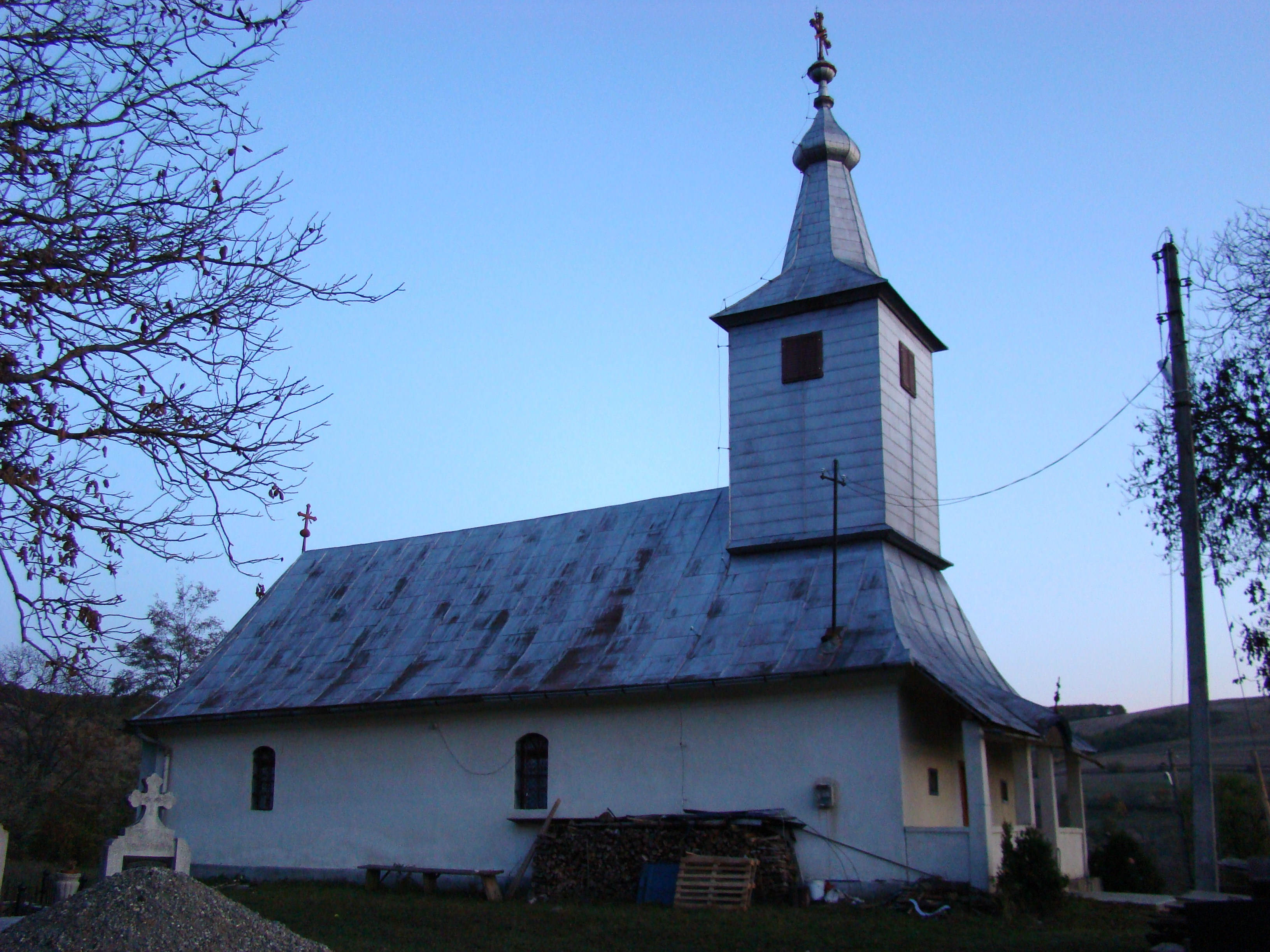
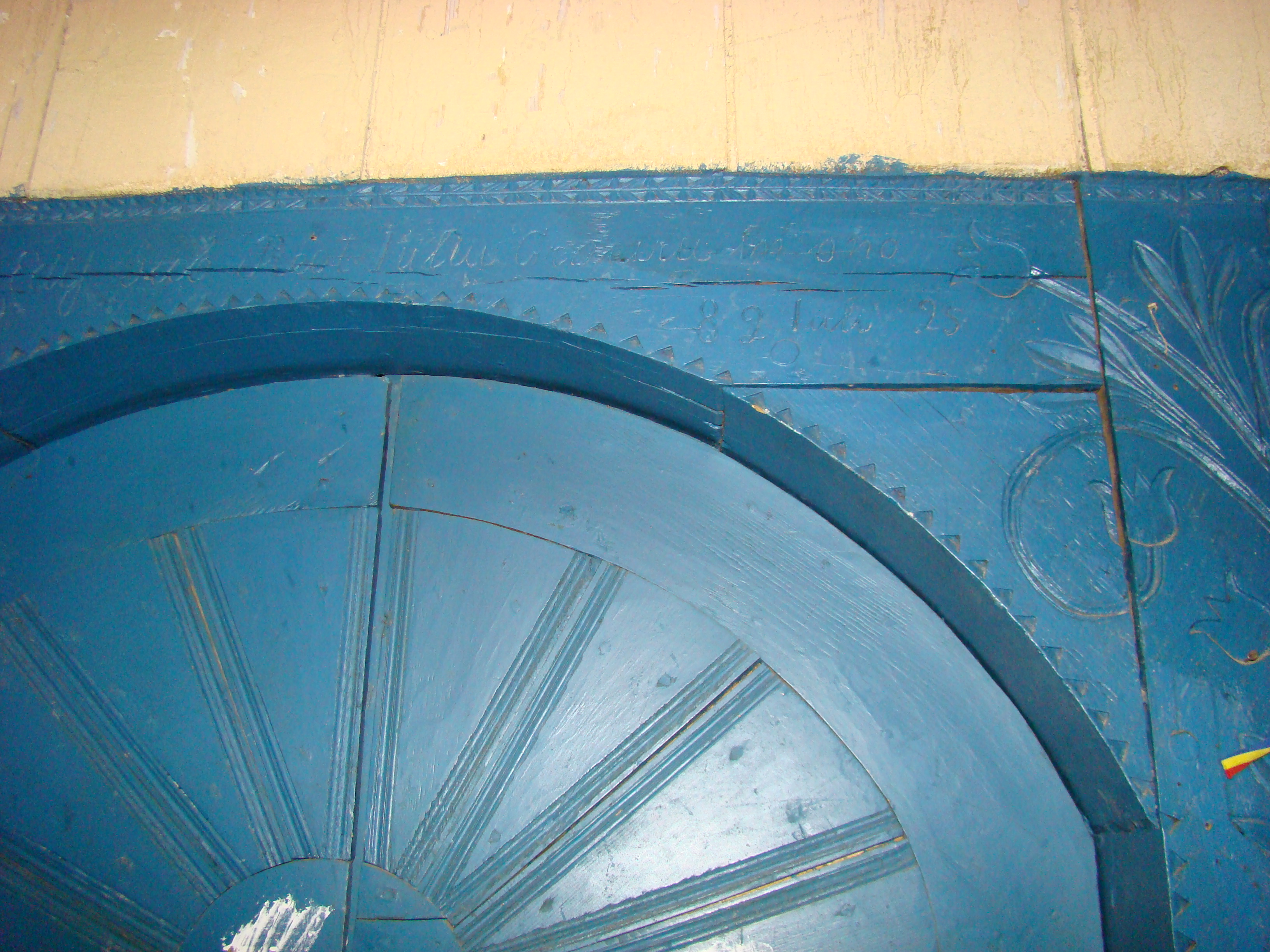
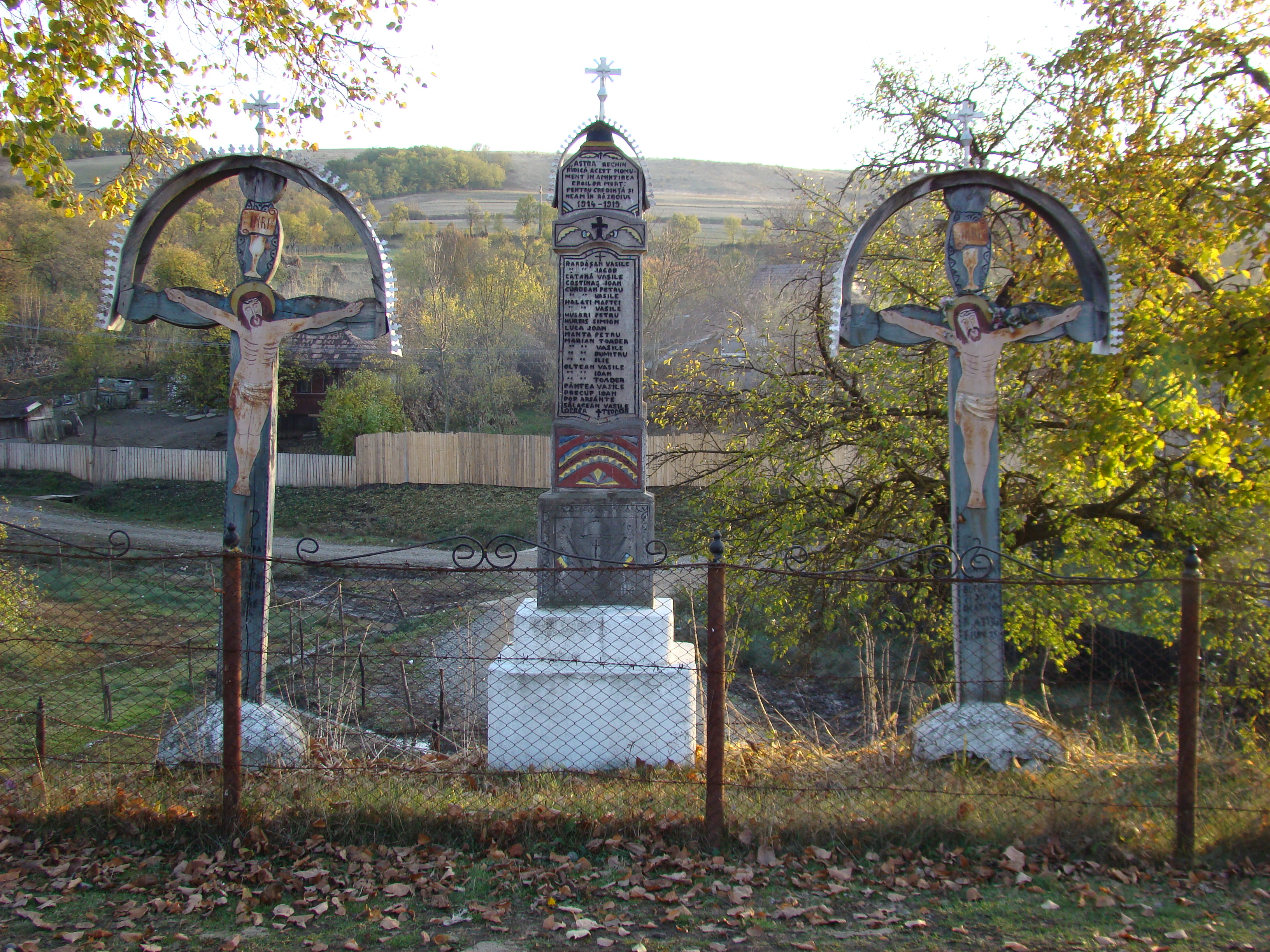

## Imagini din interior

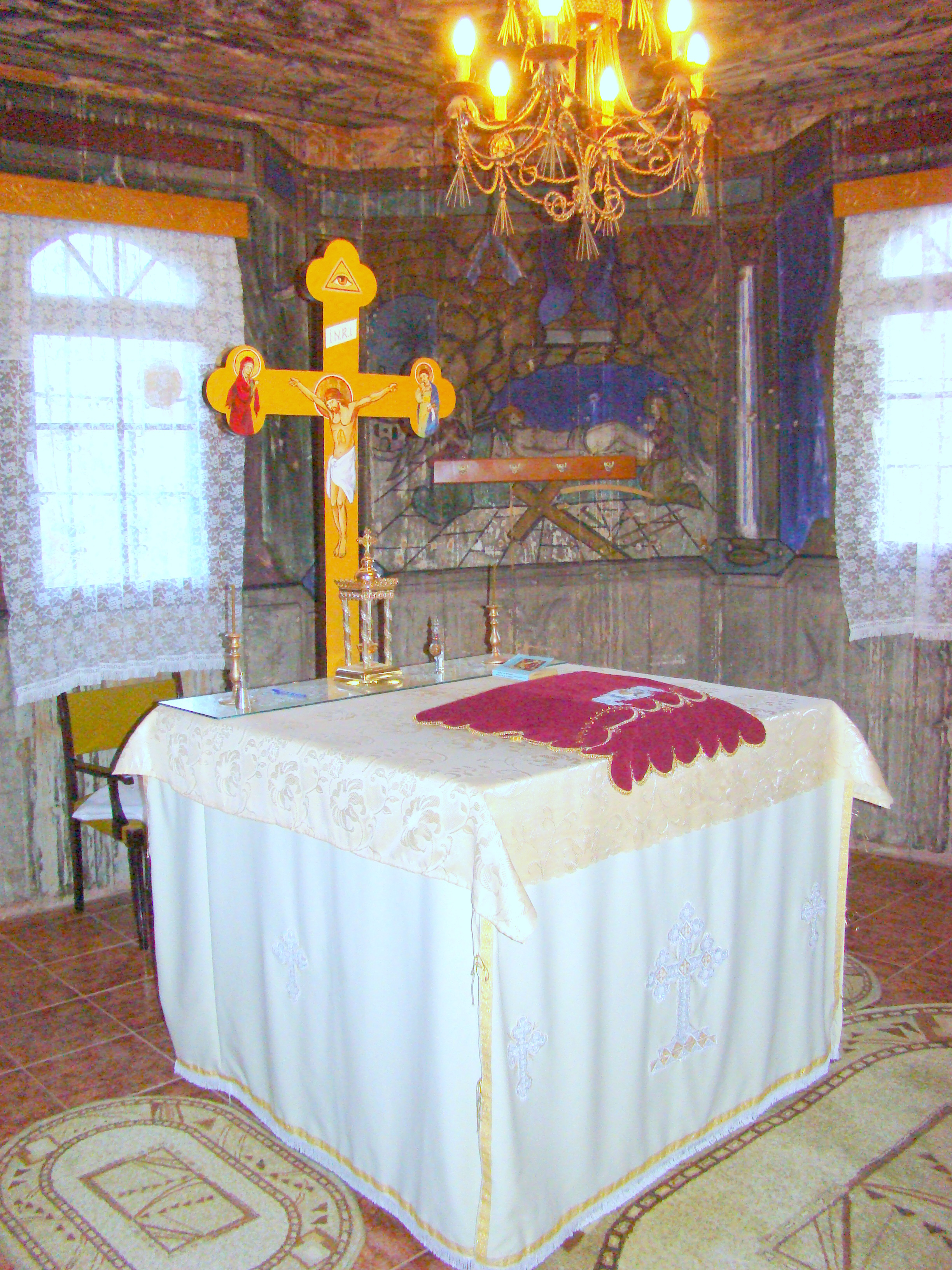
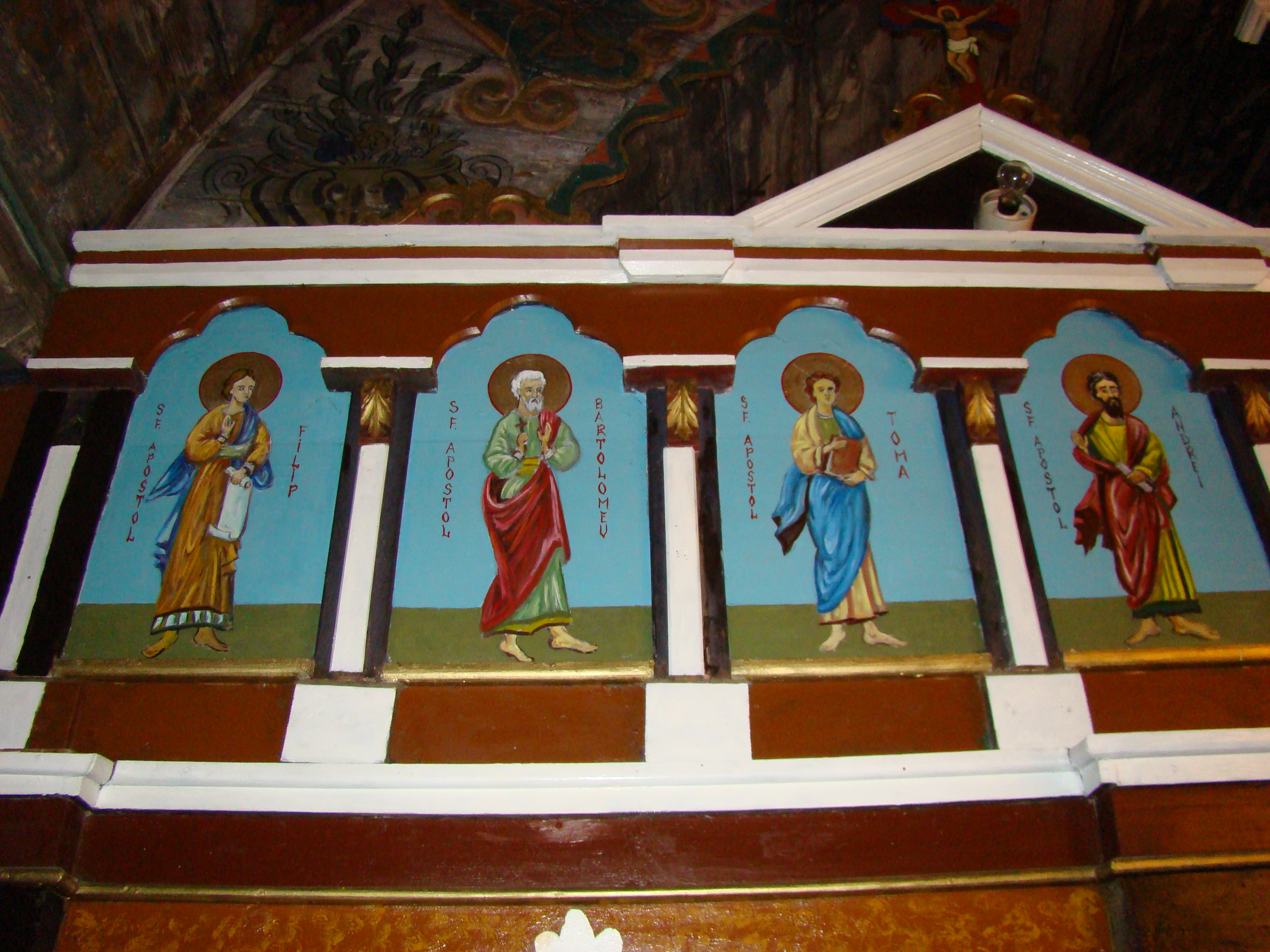
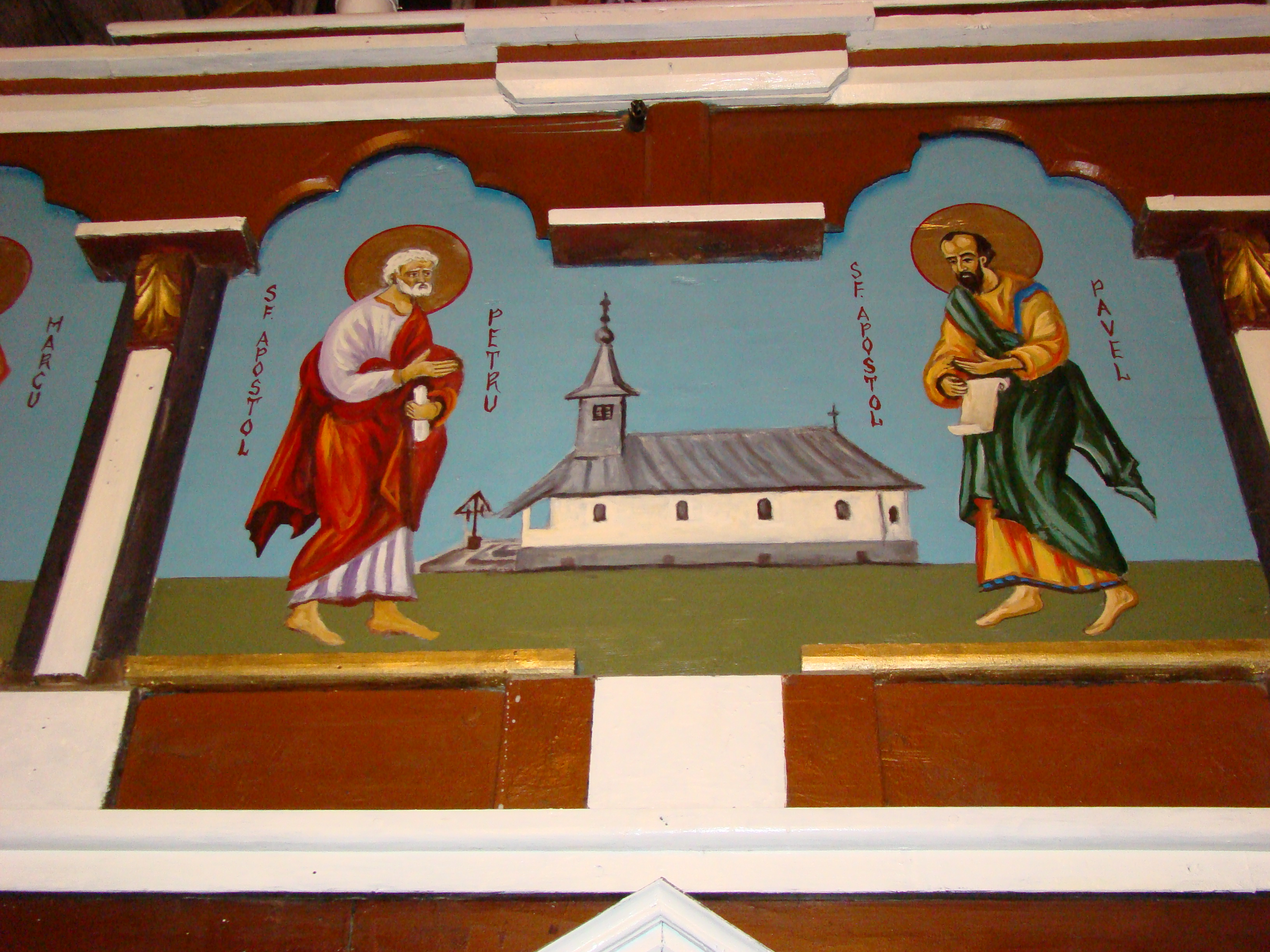
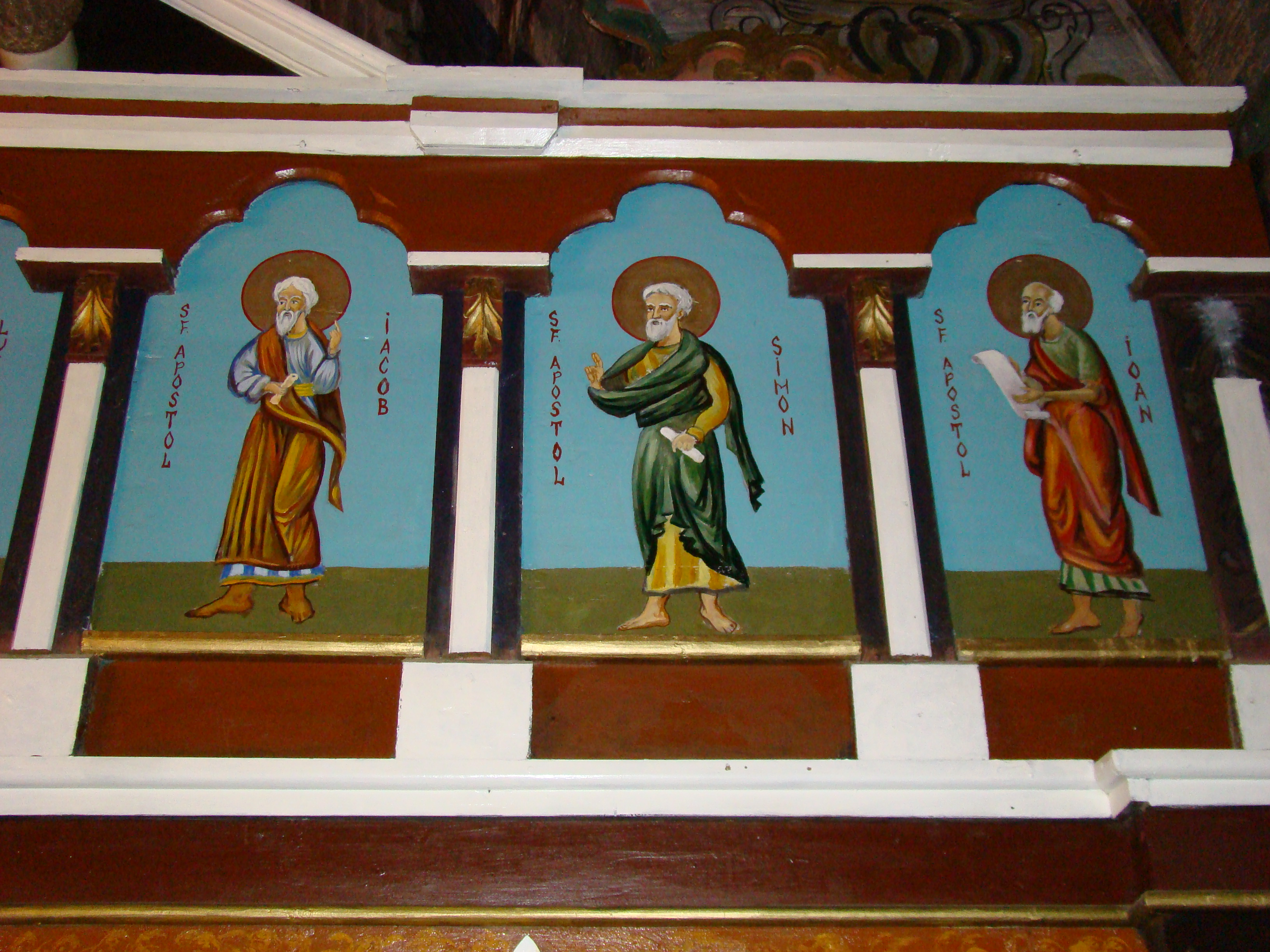
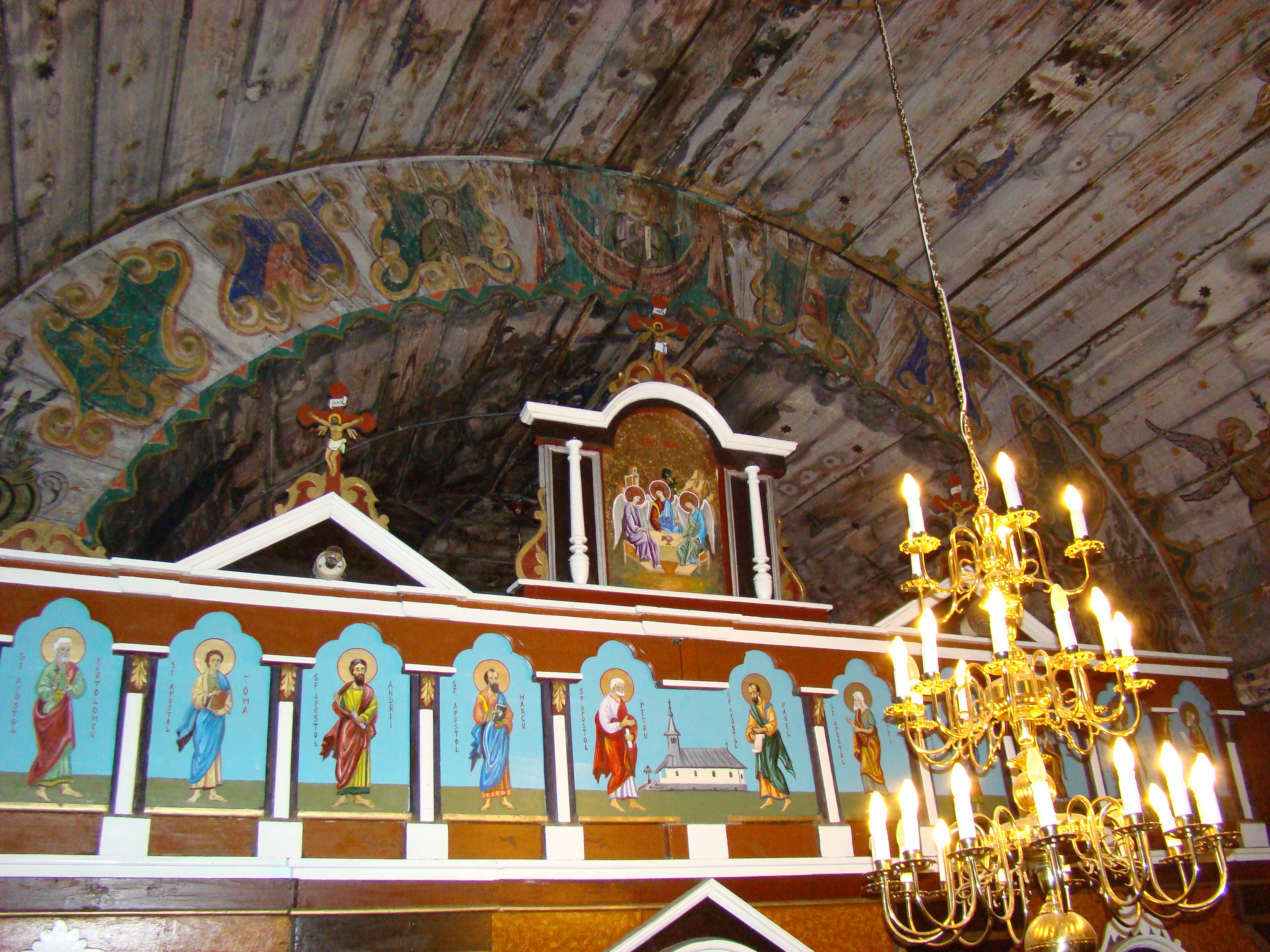
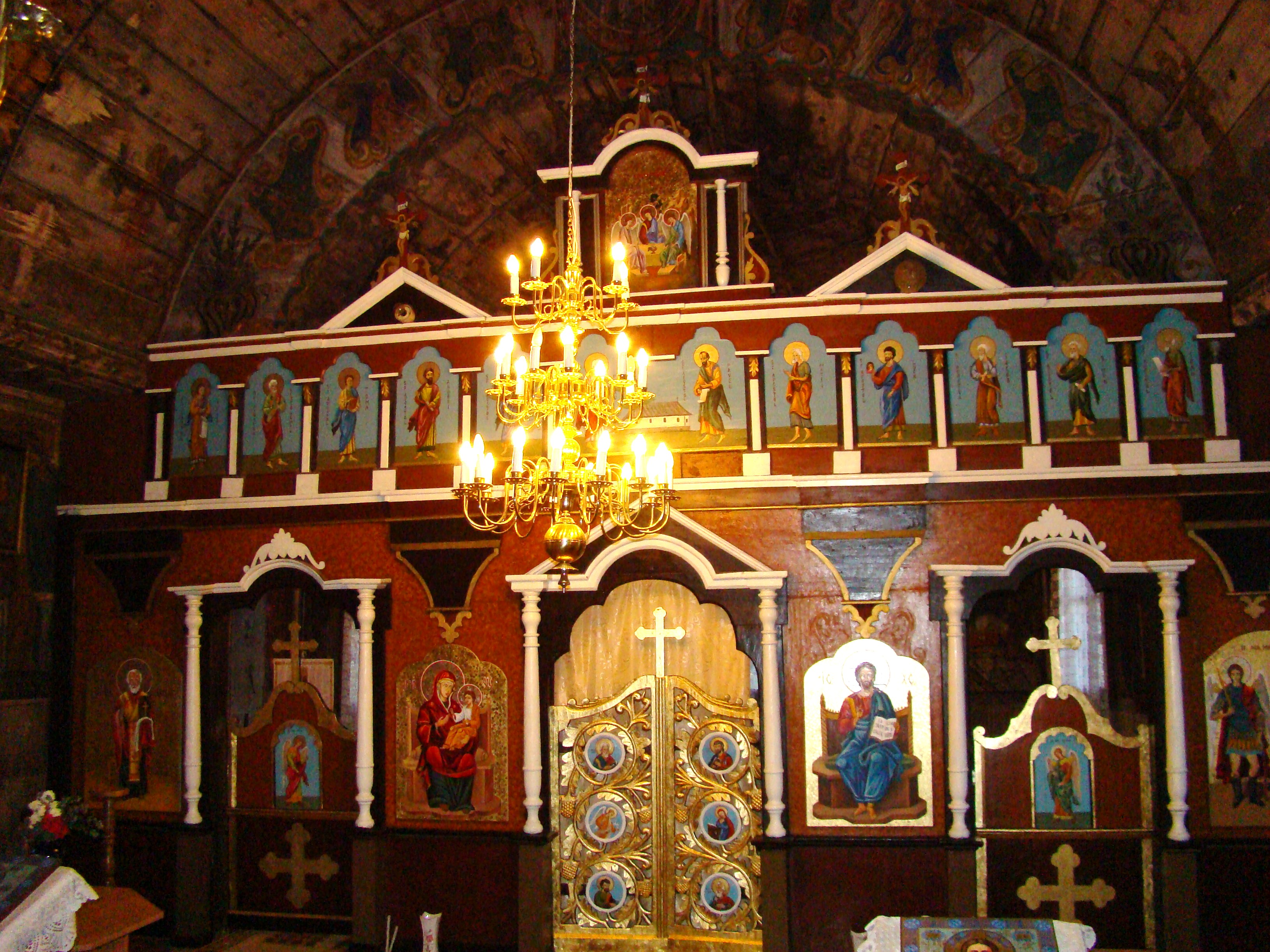
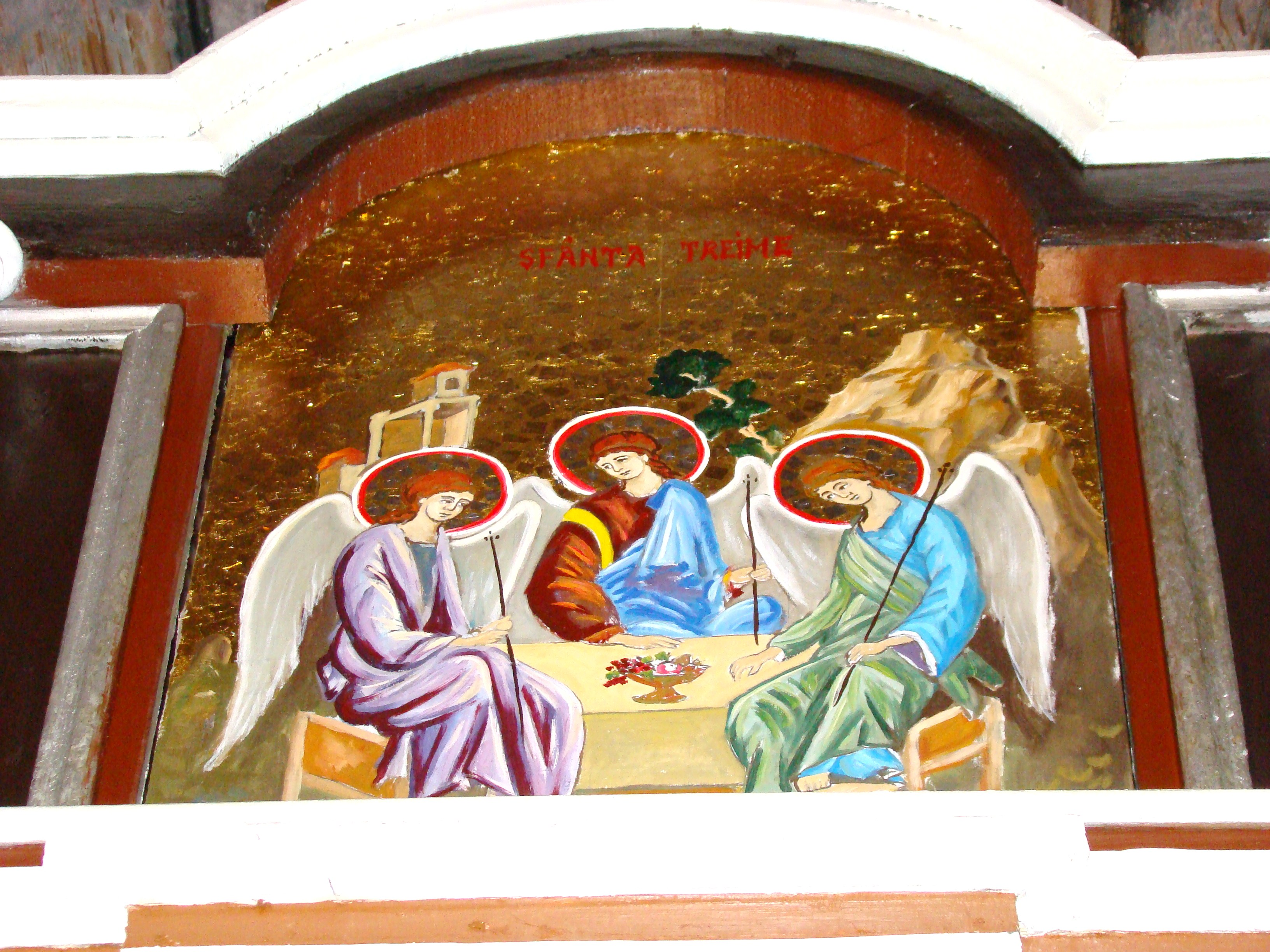
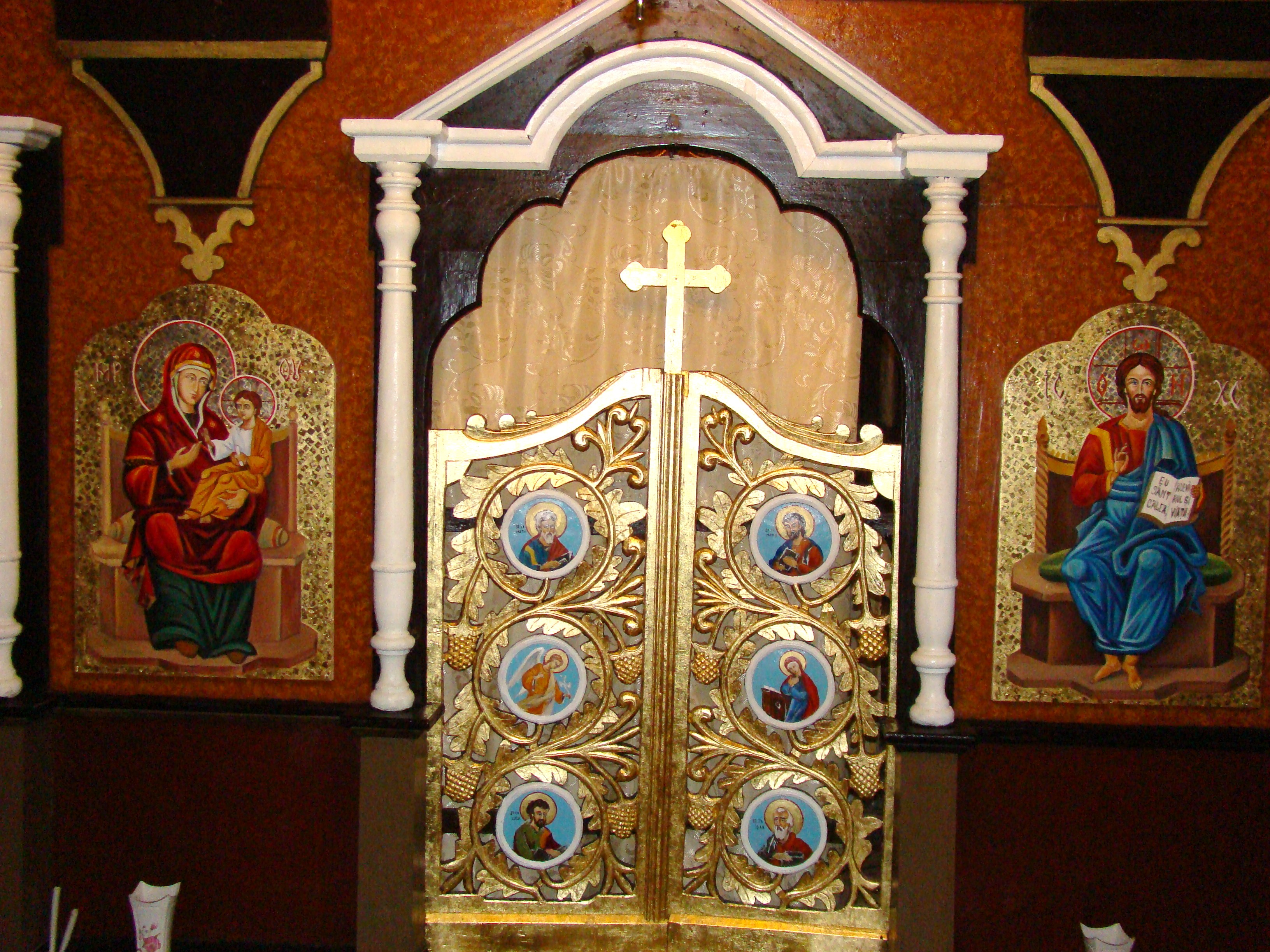
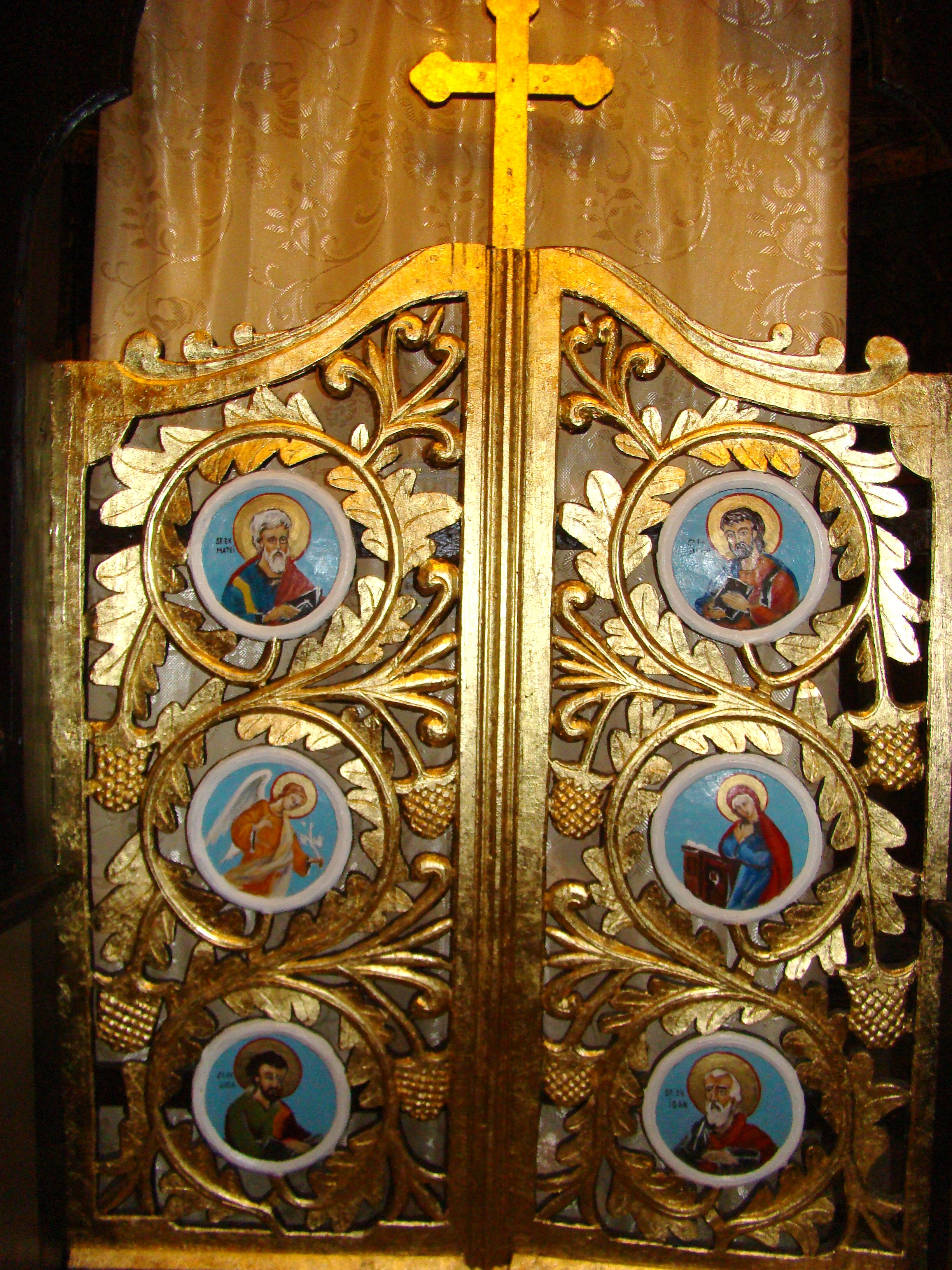
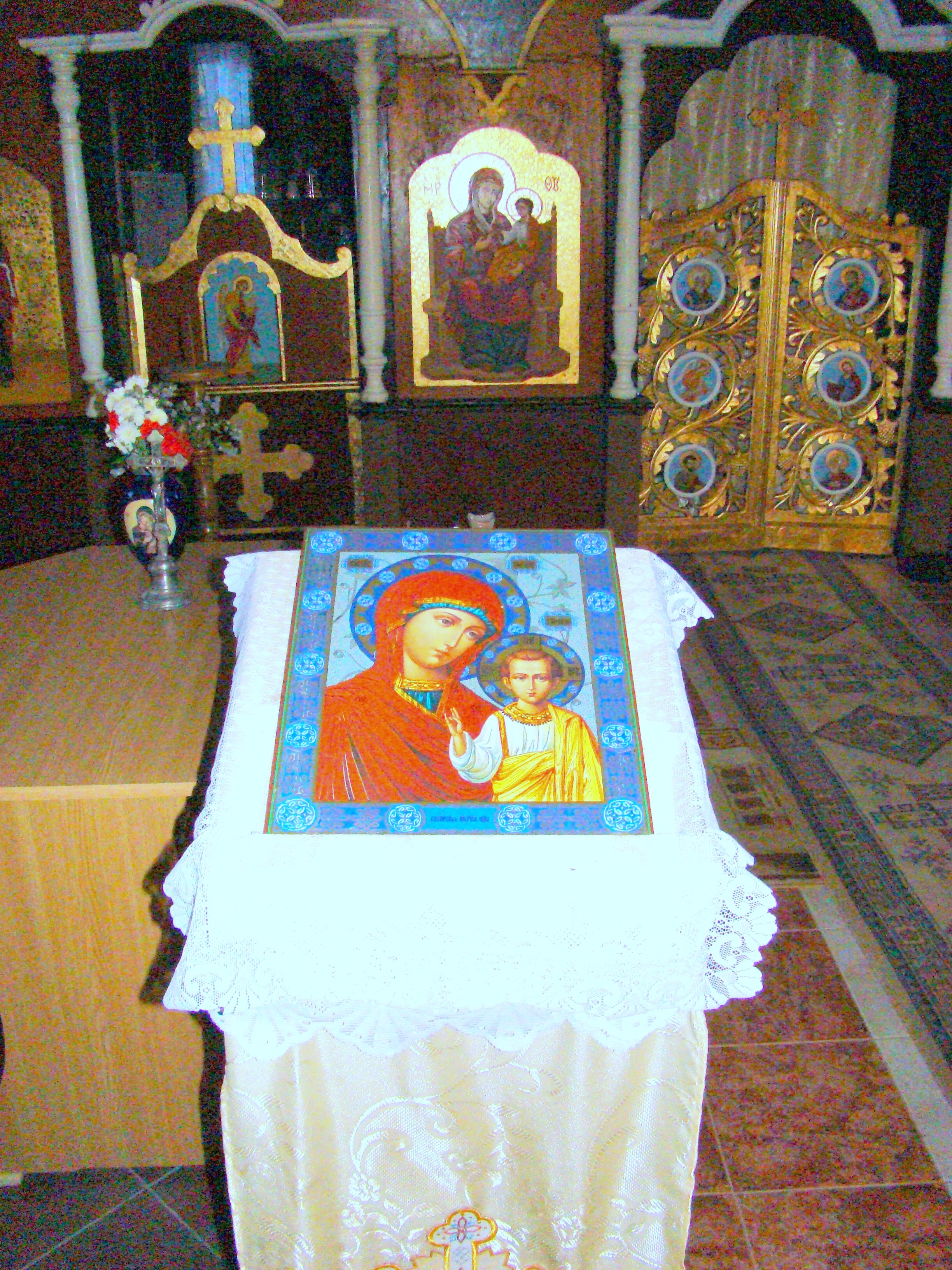
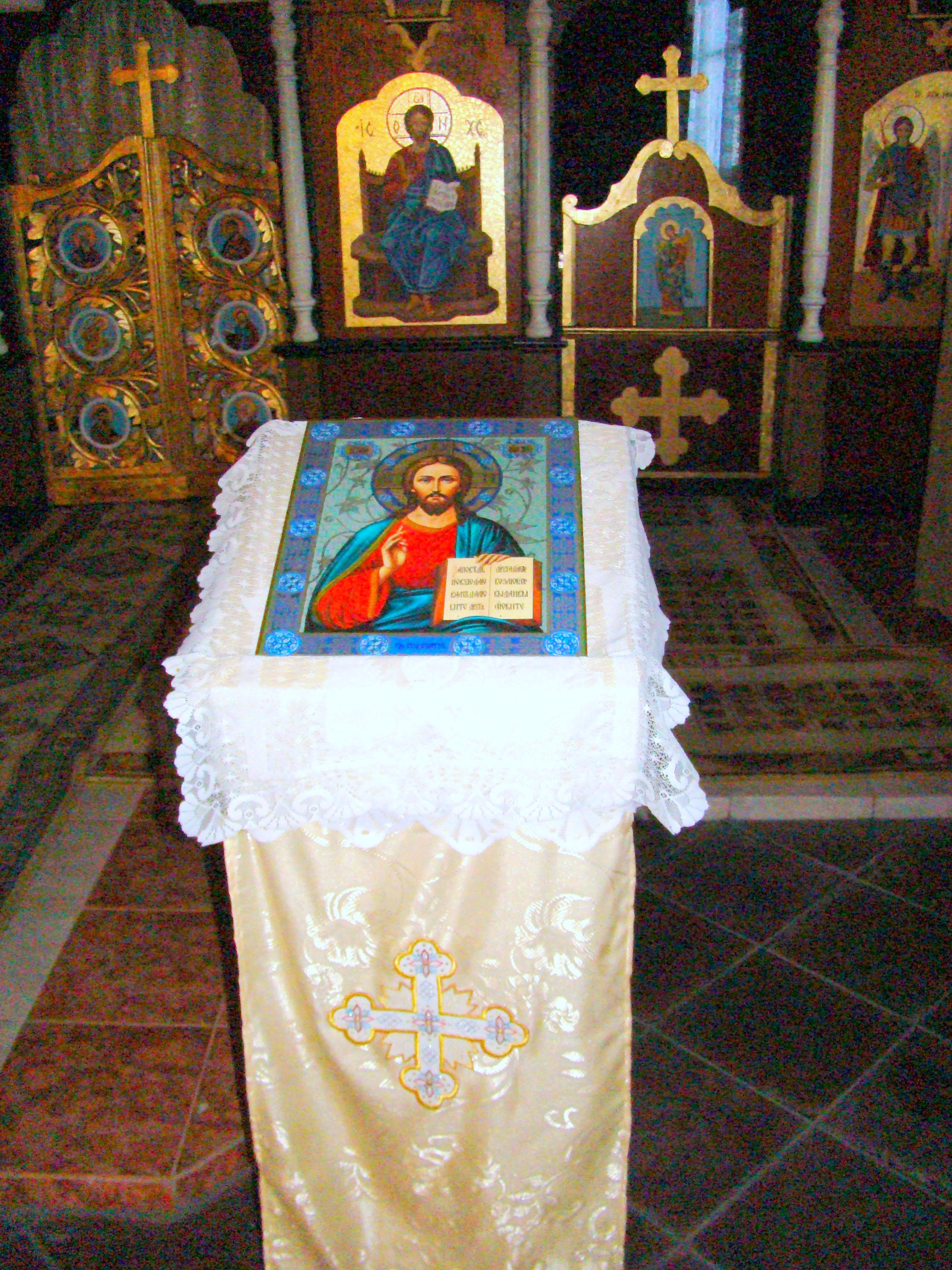
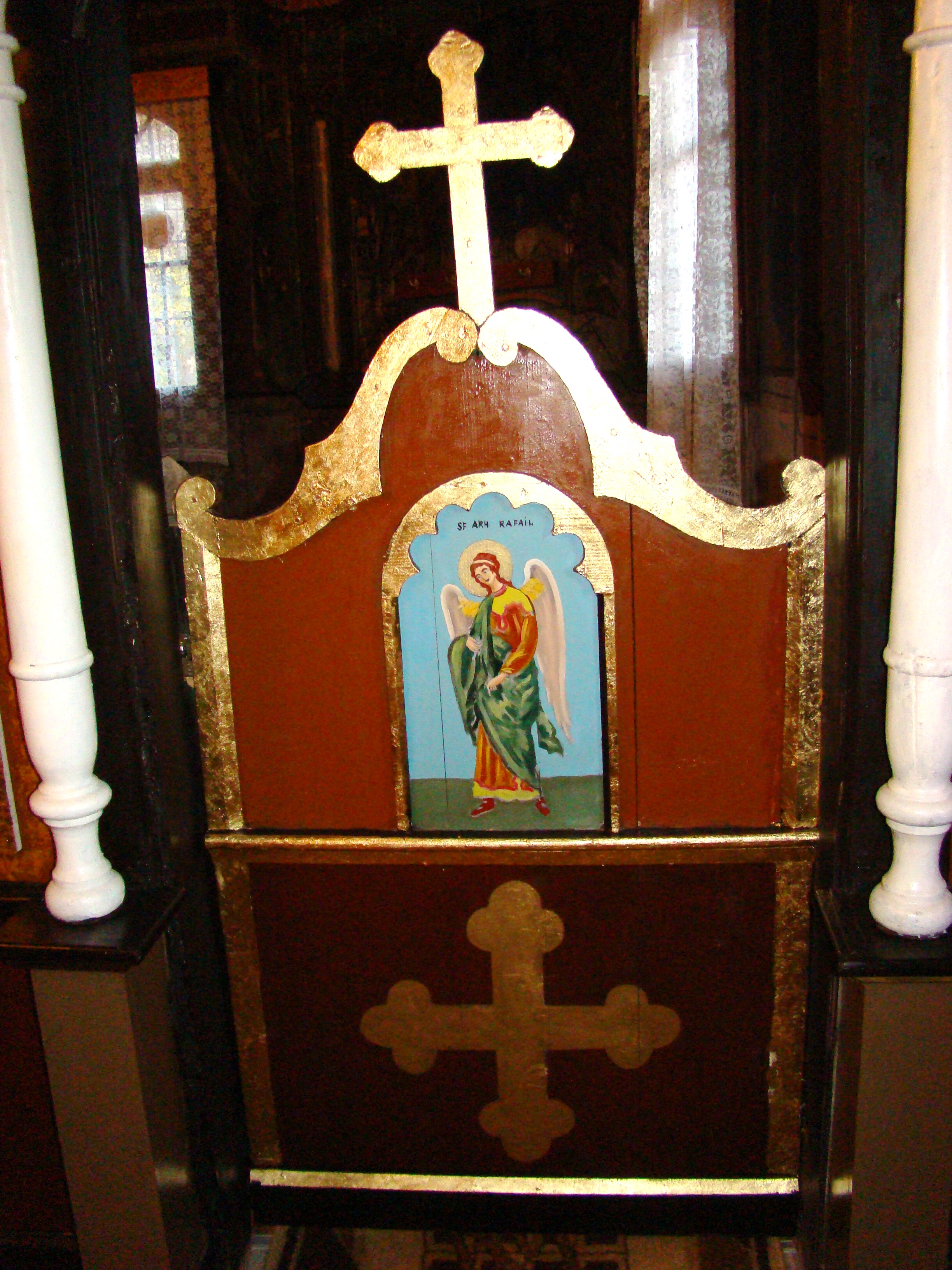
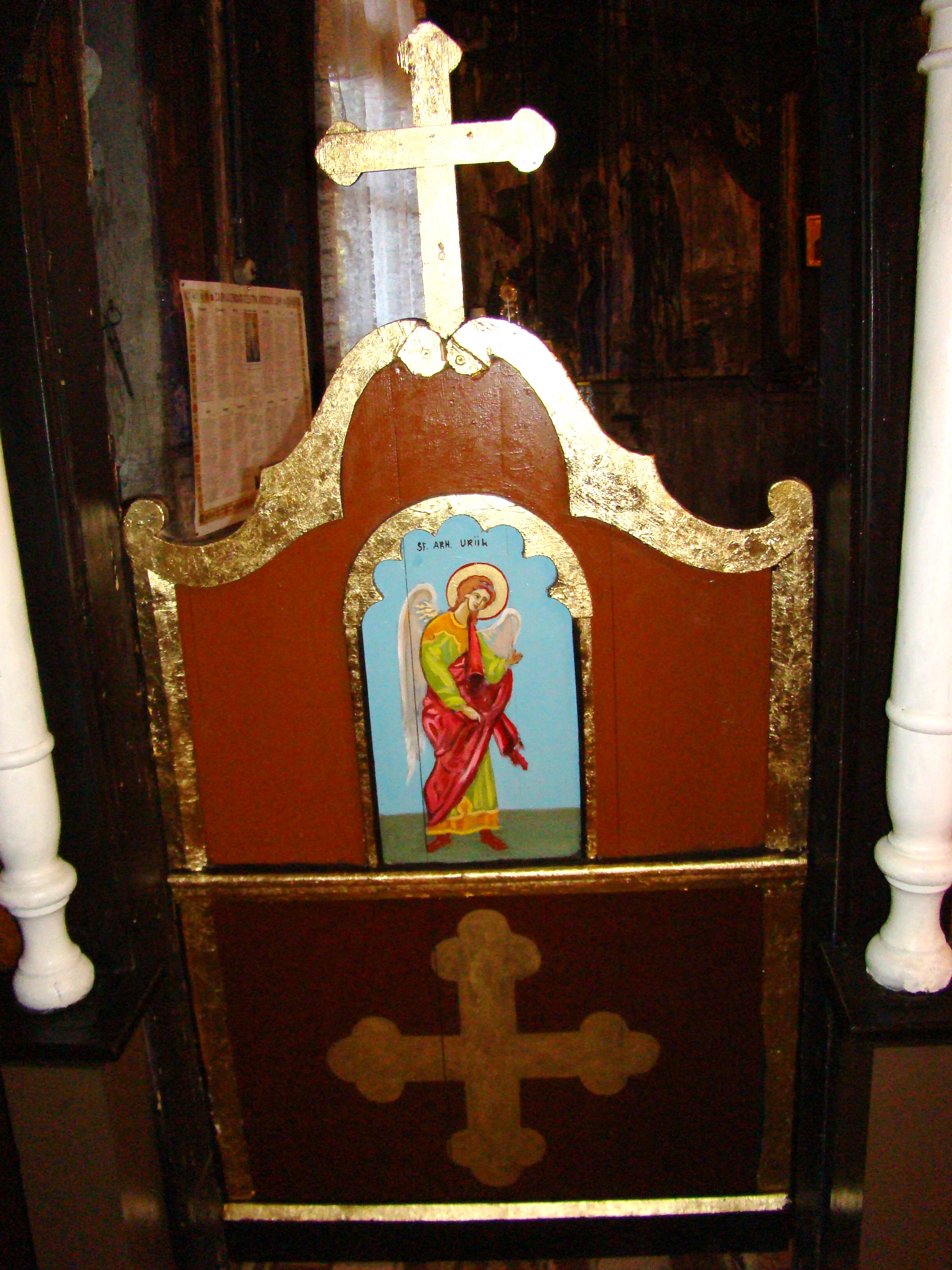
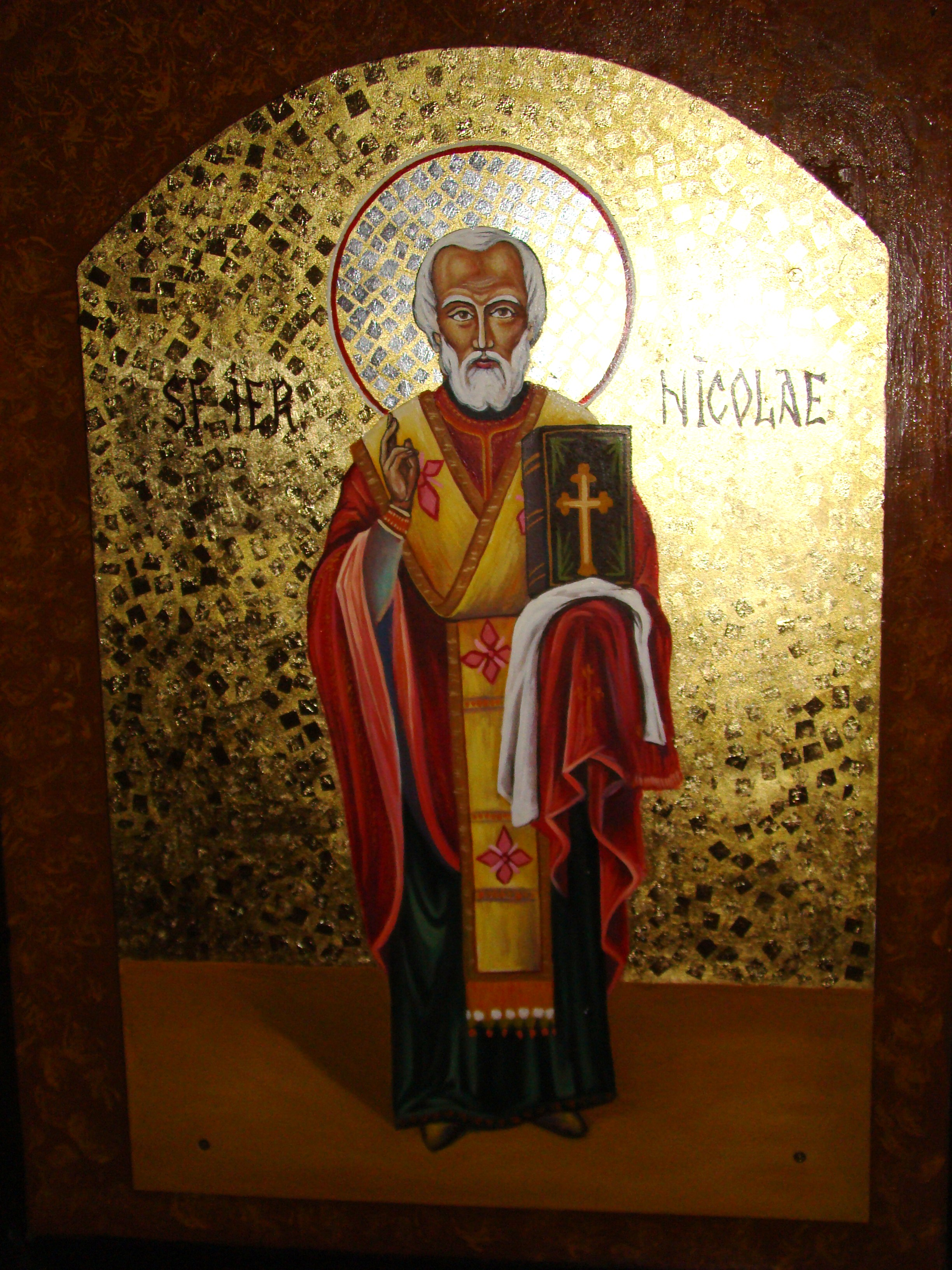
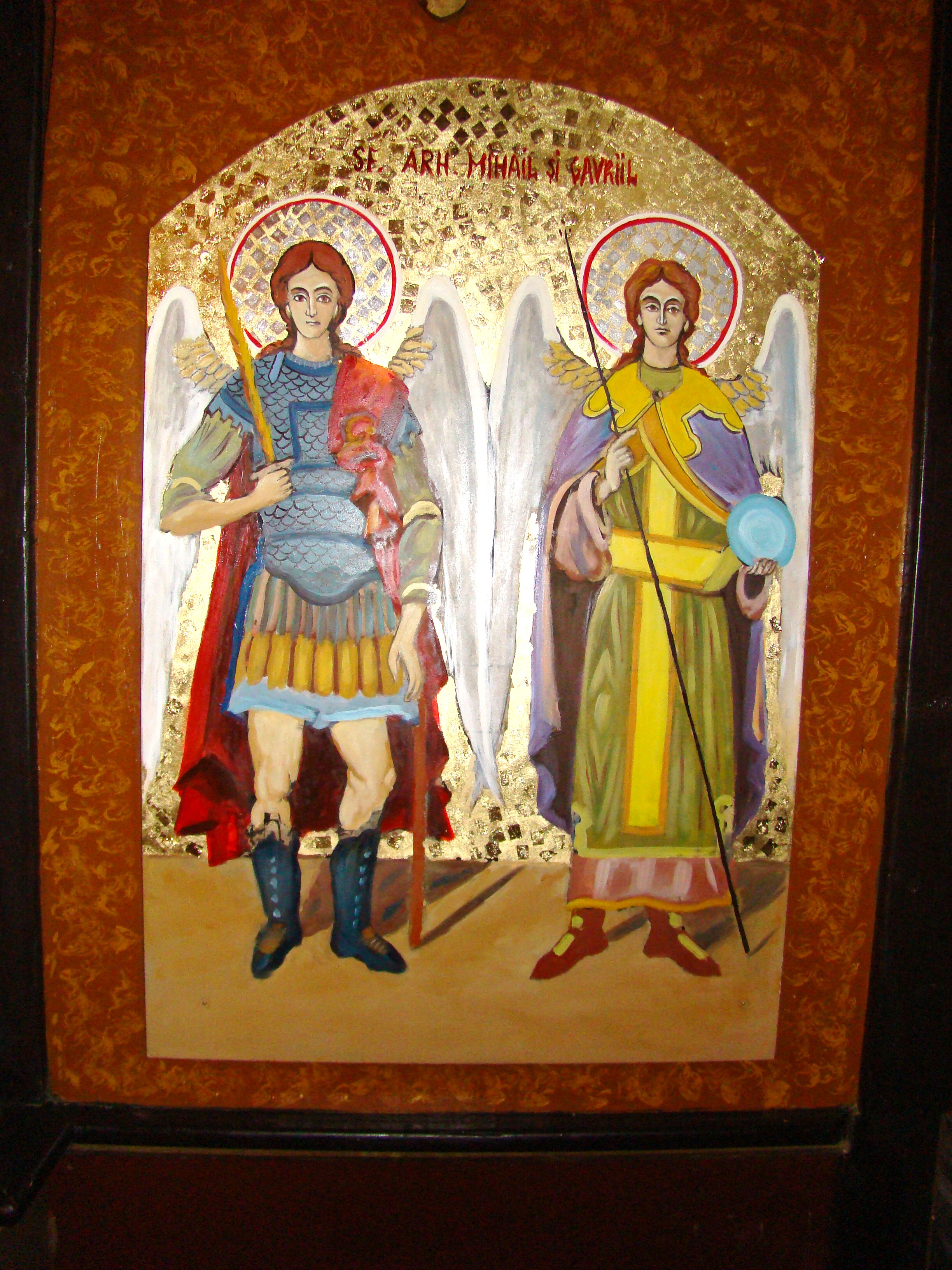
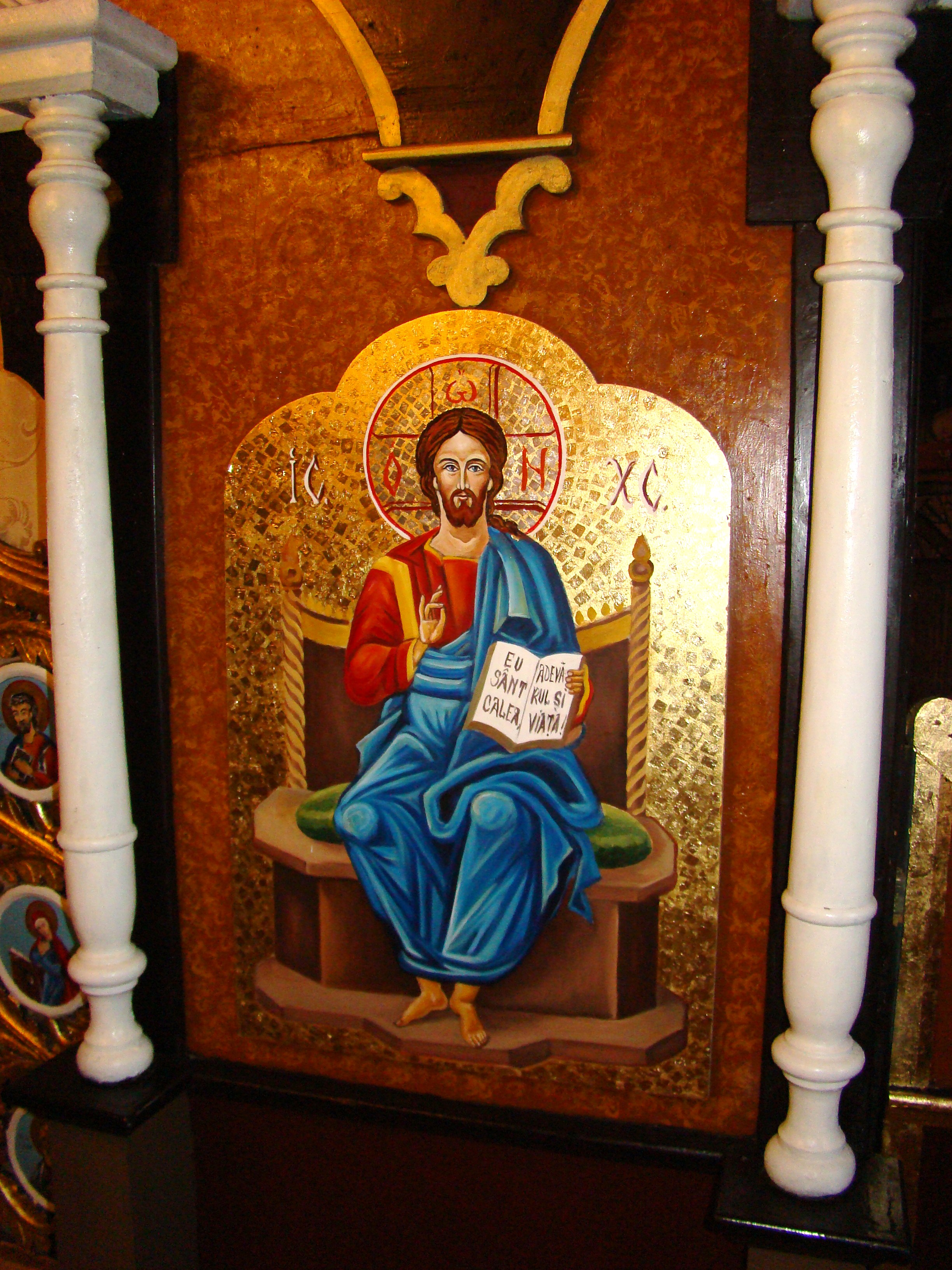
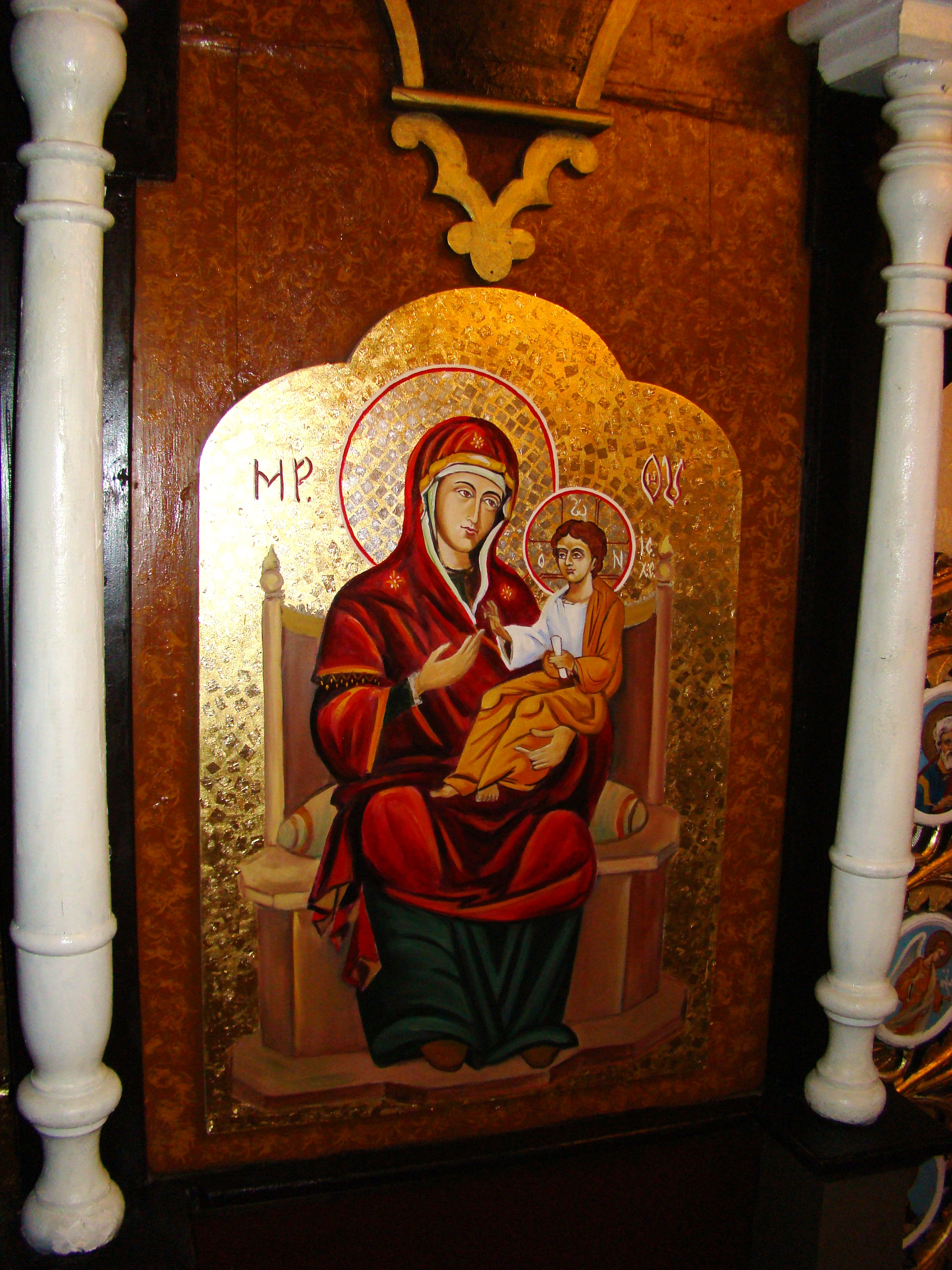
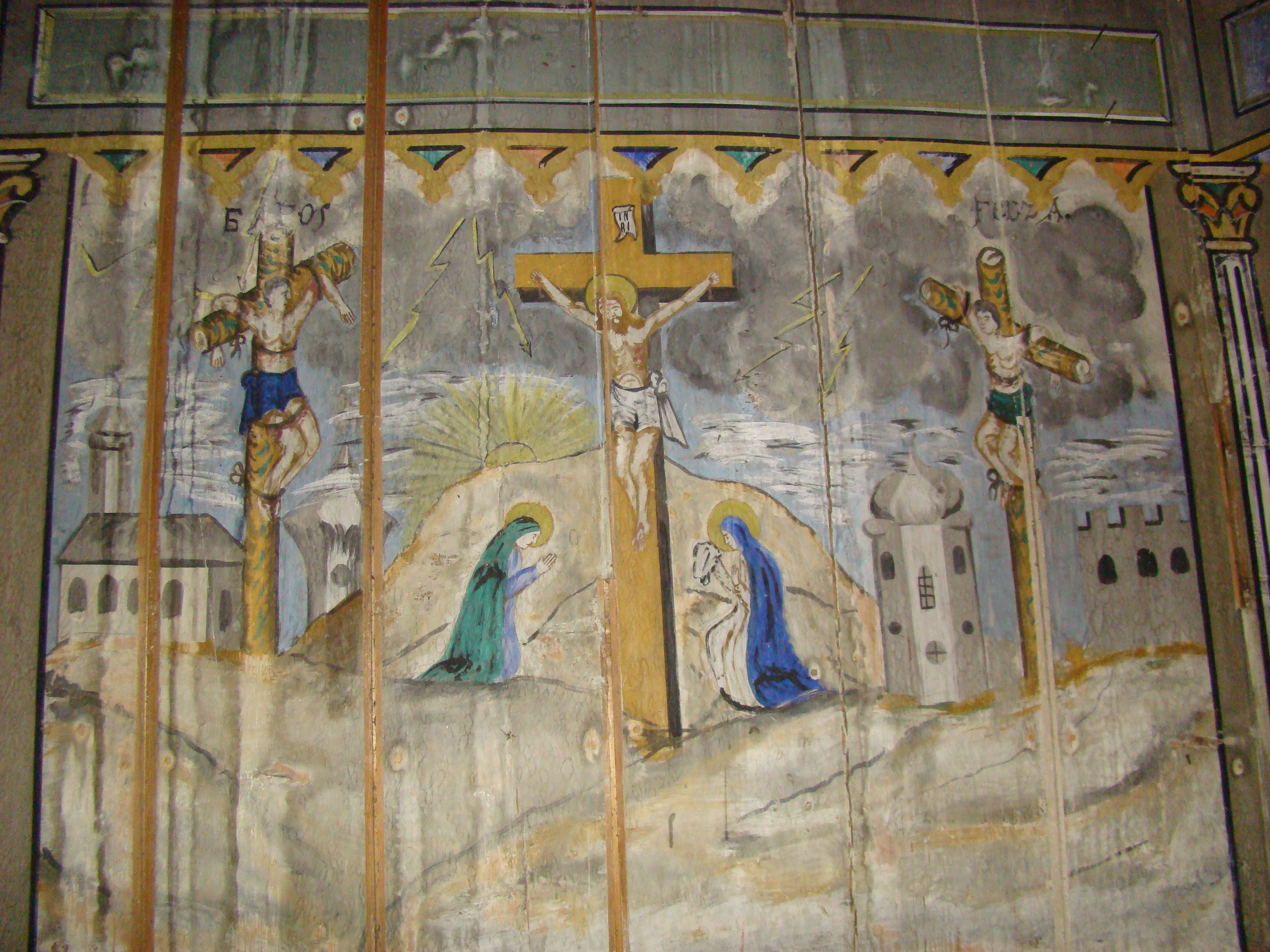
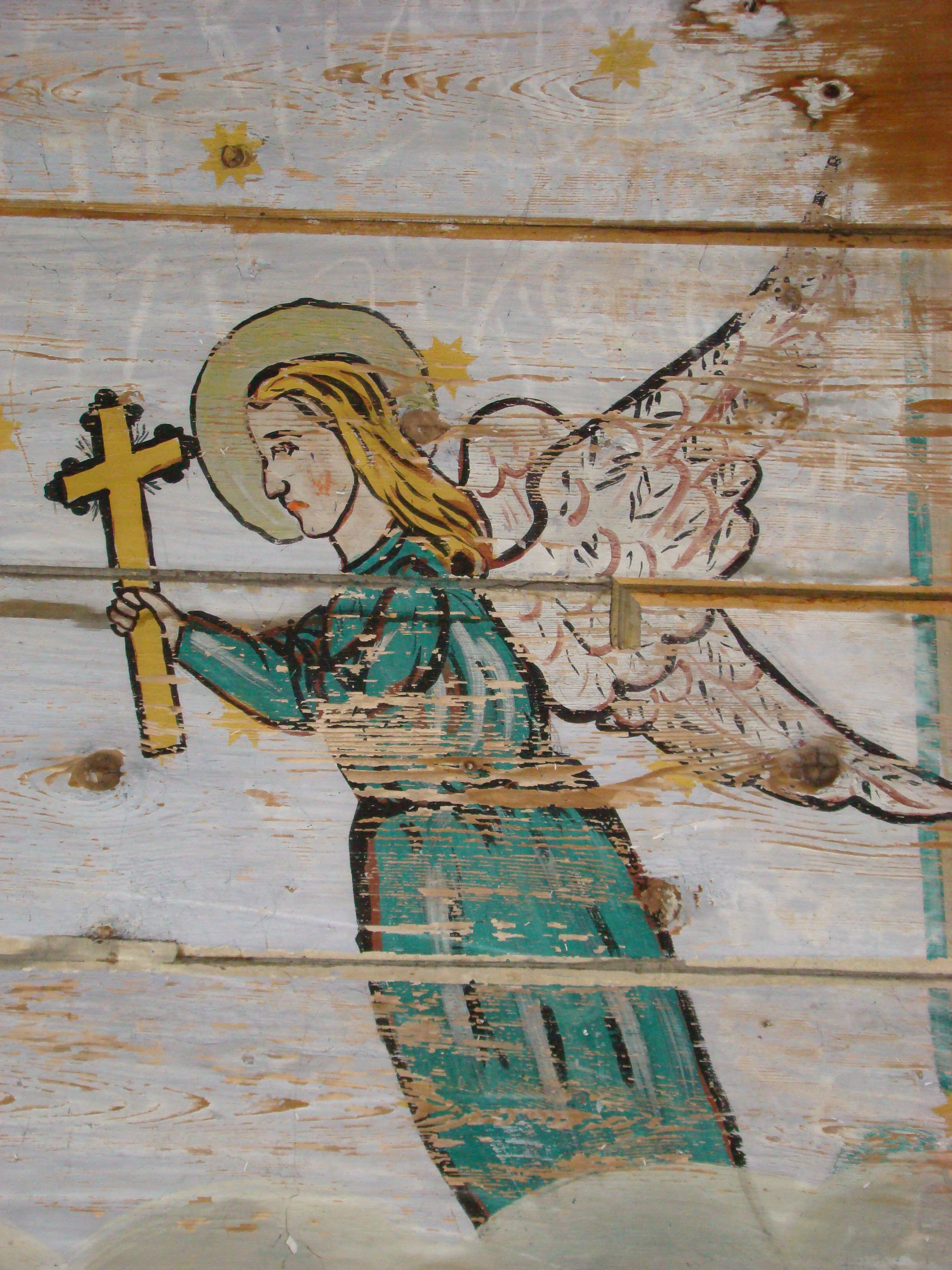
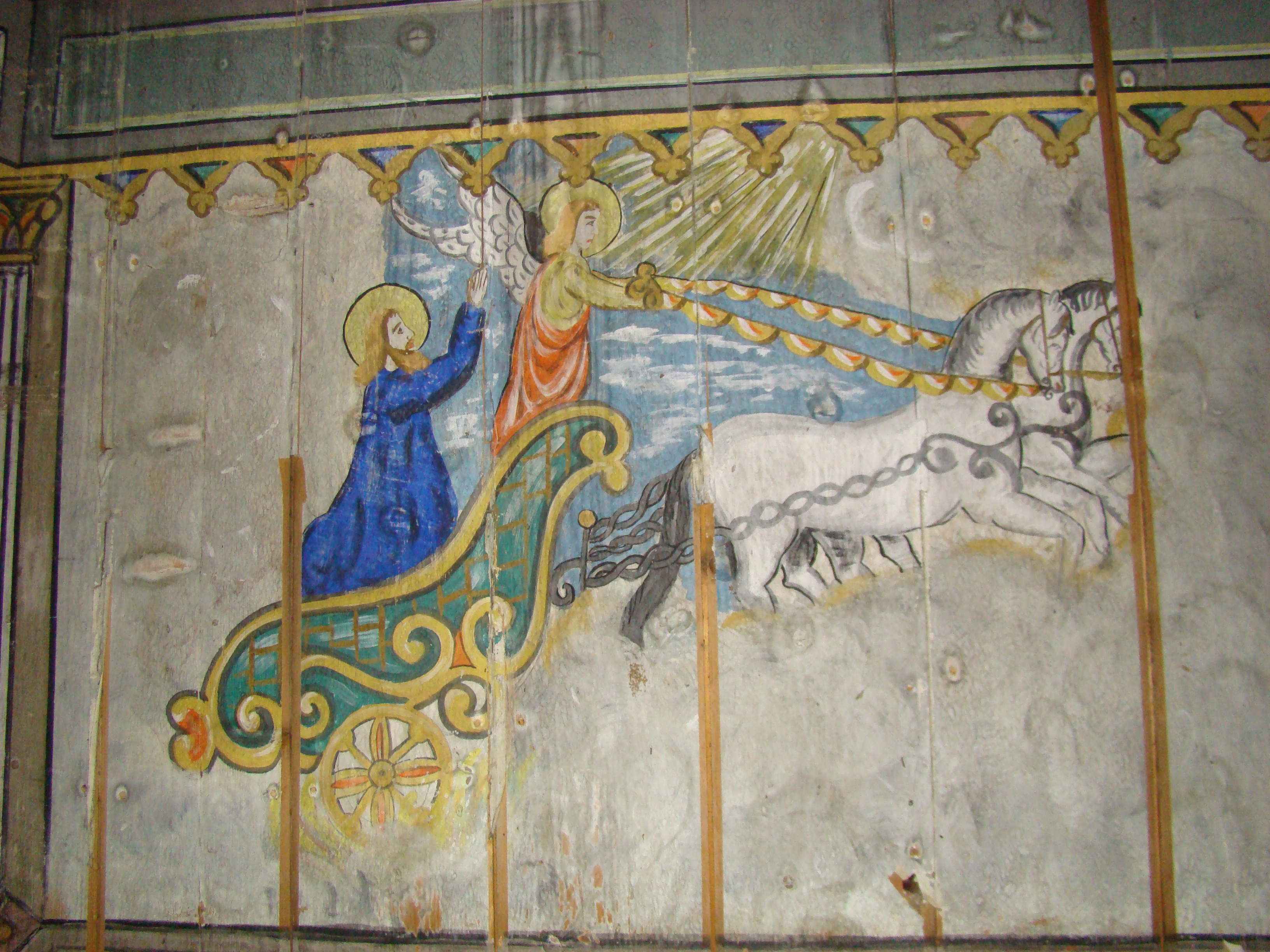
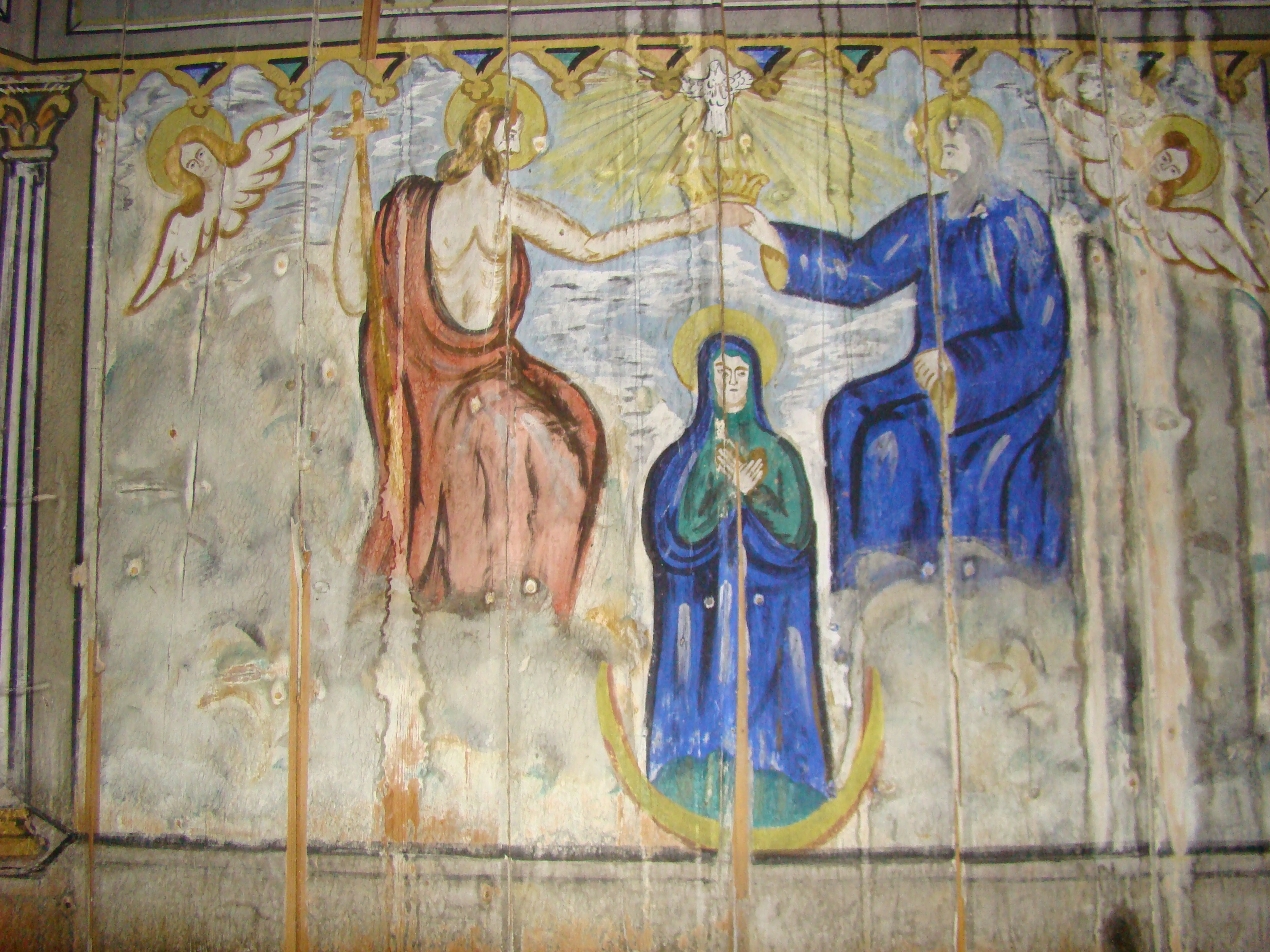
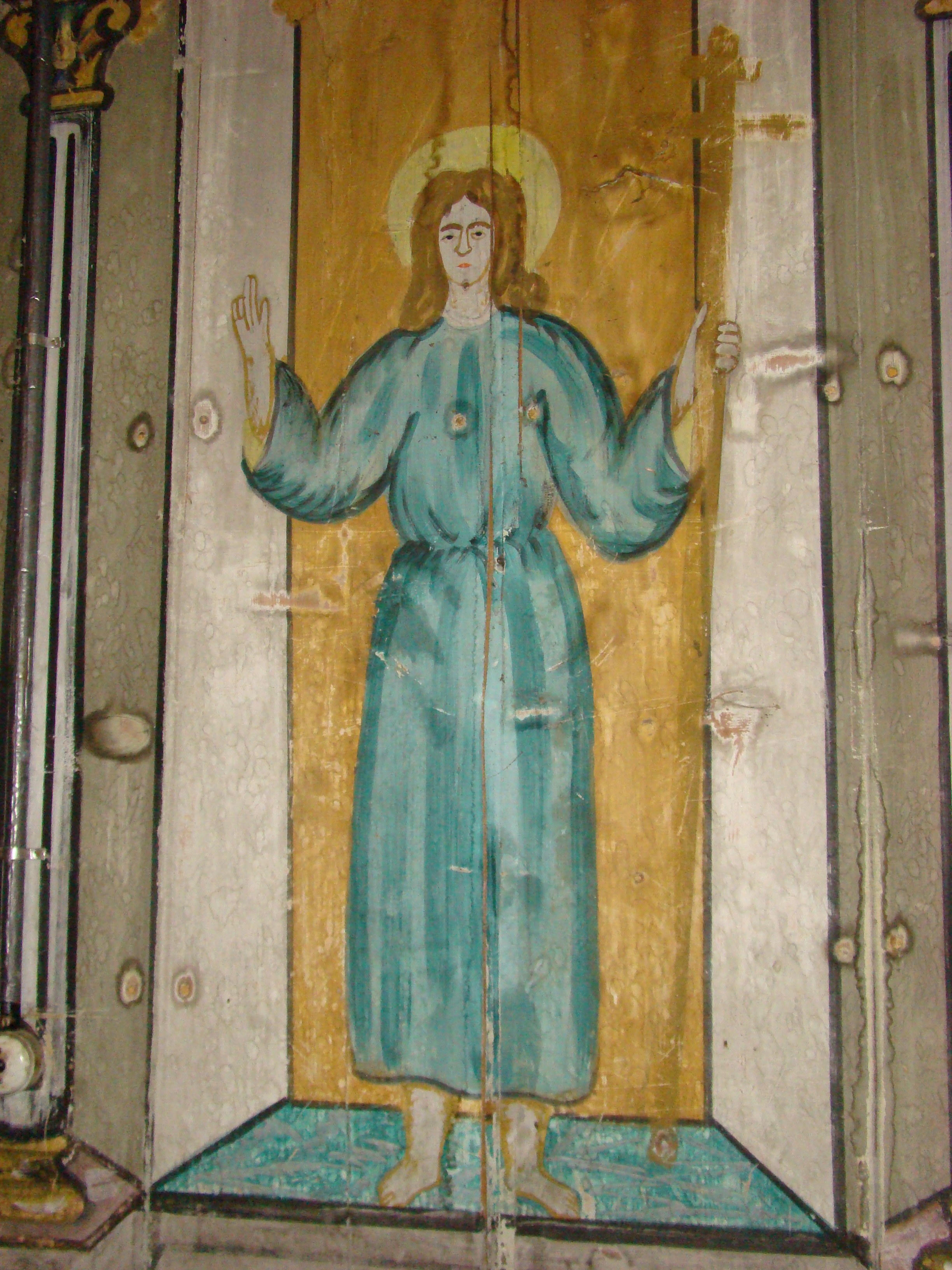
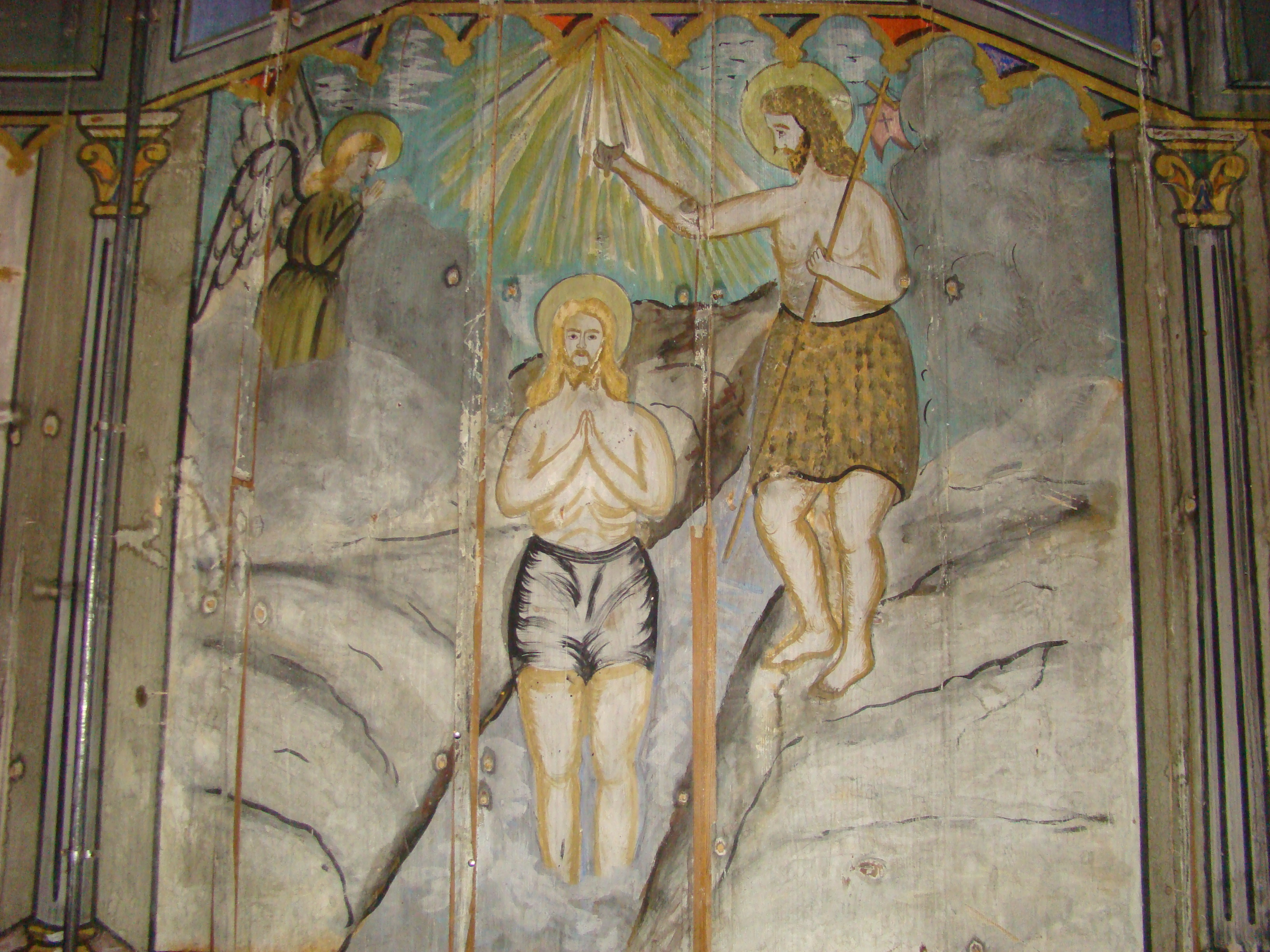
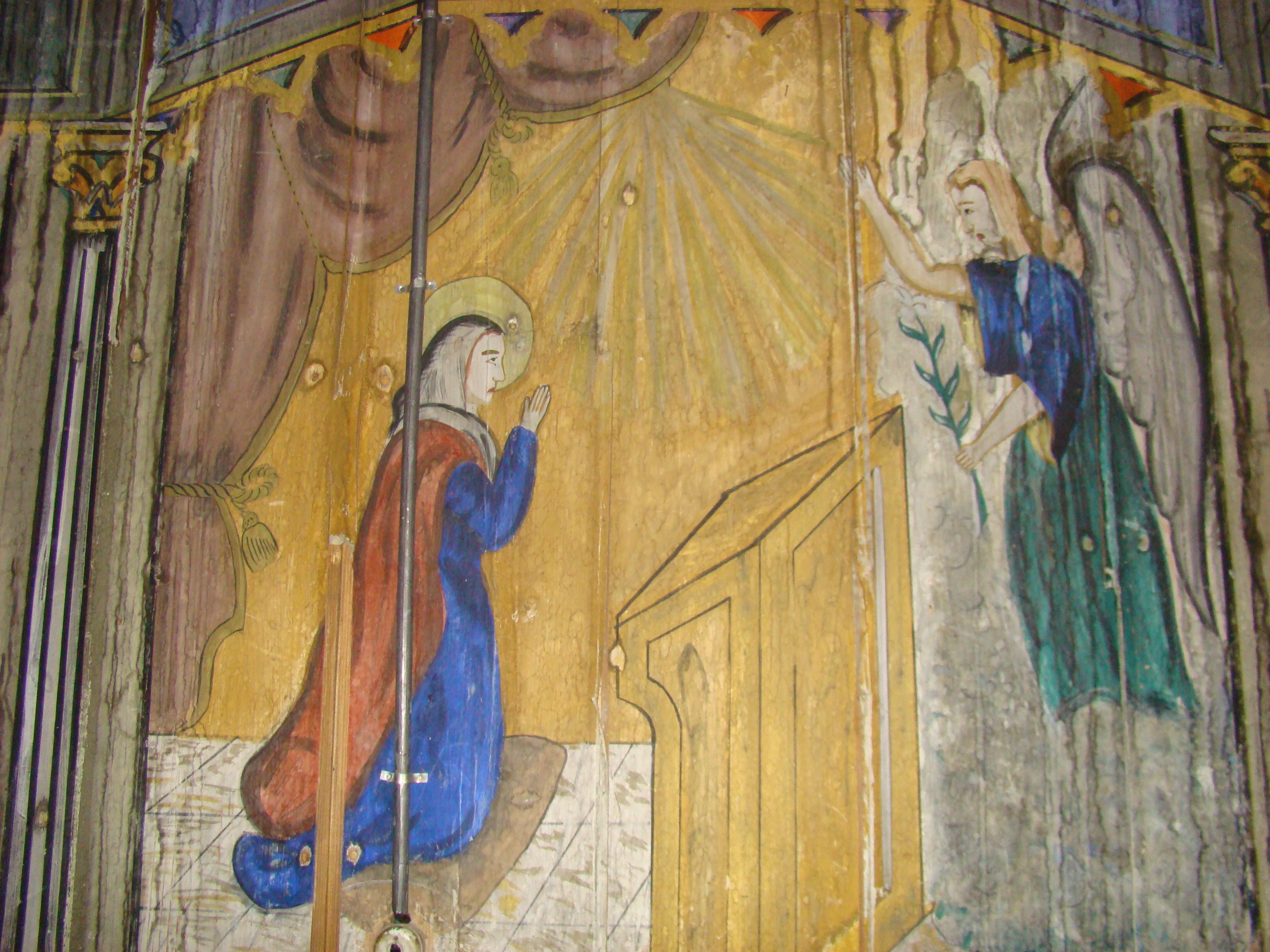
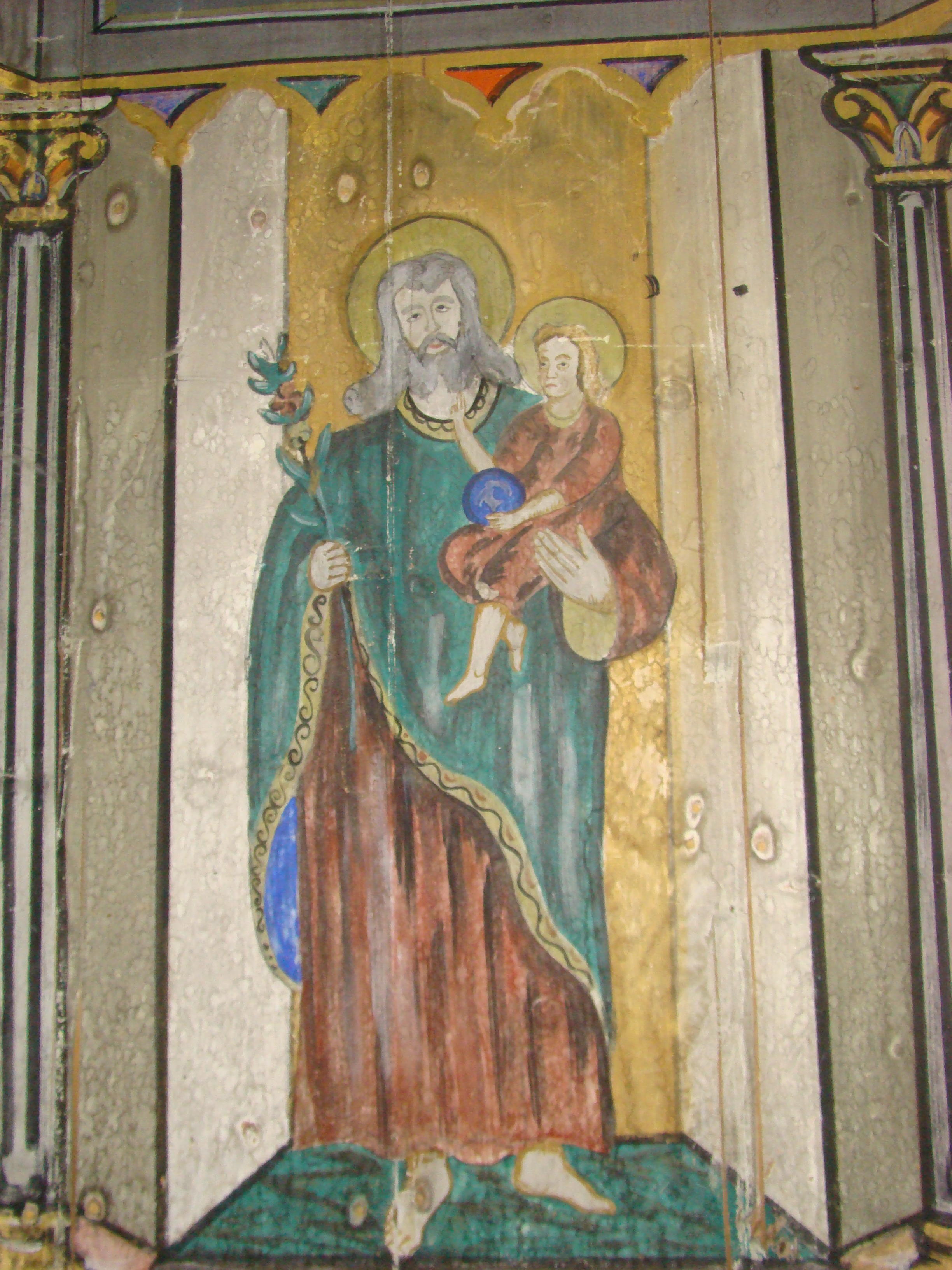
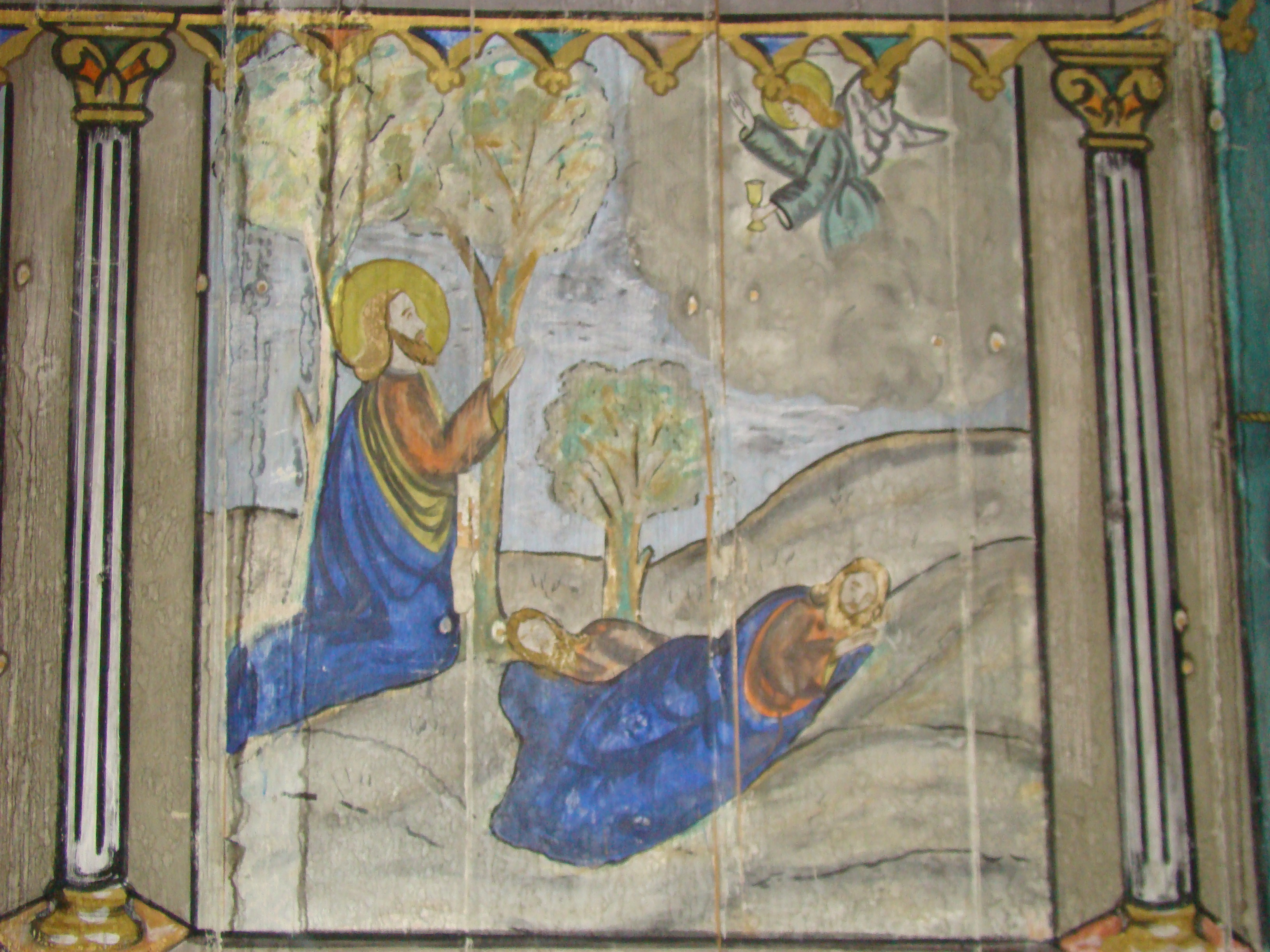
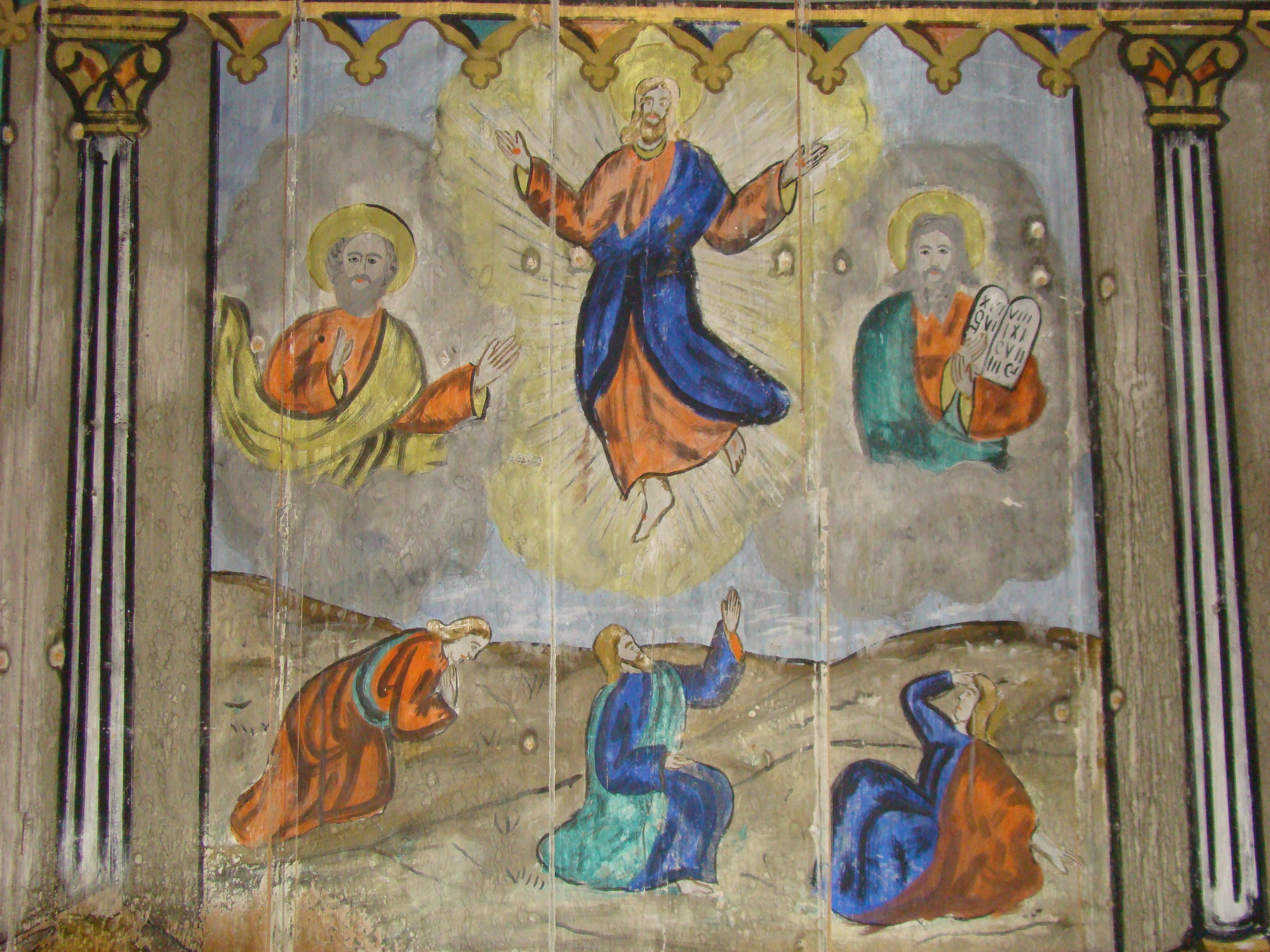
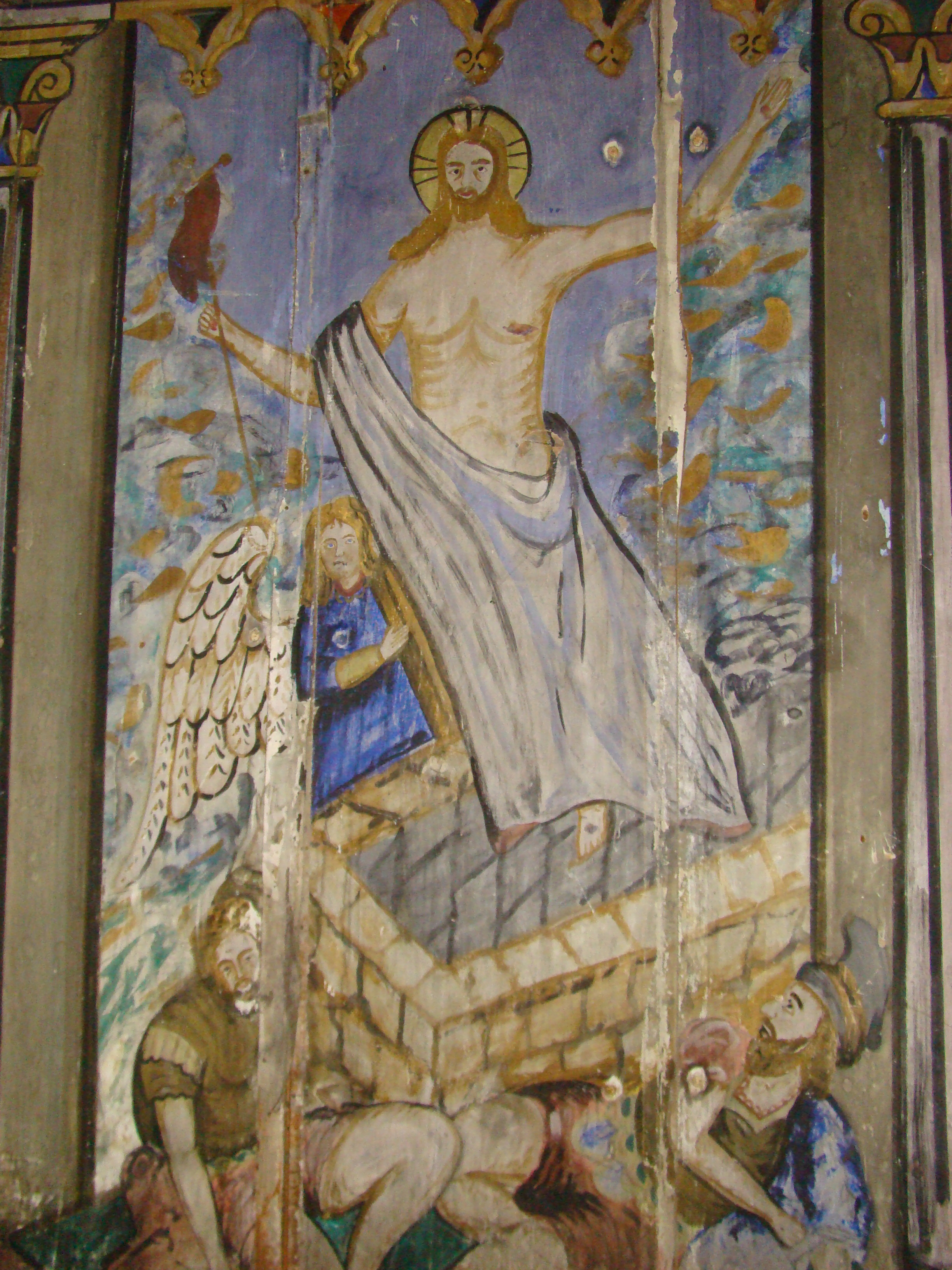
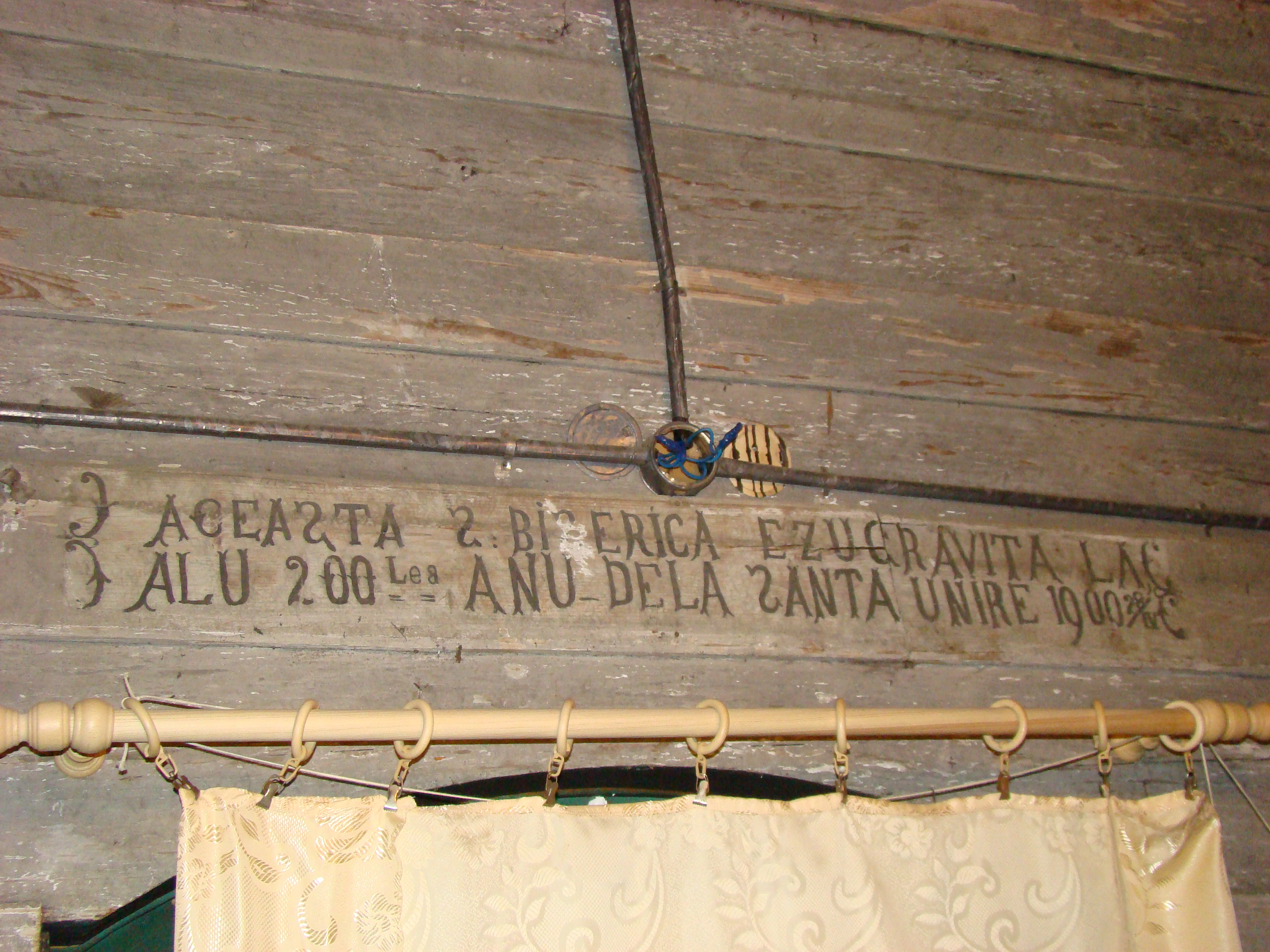
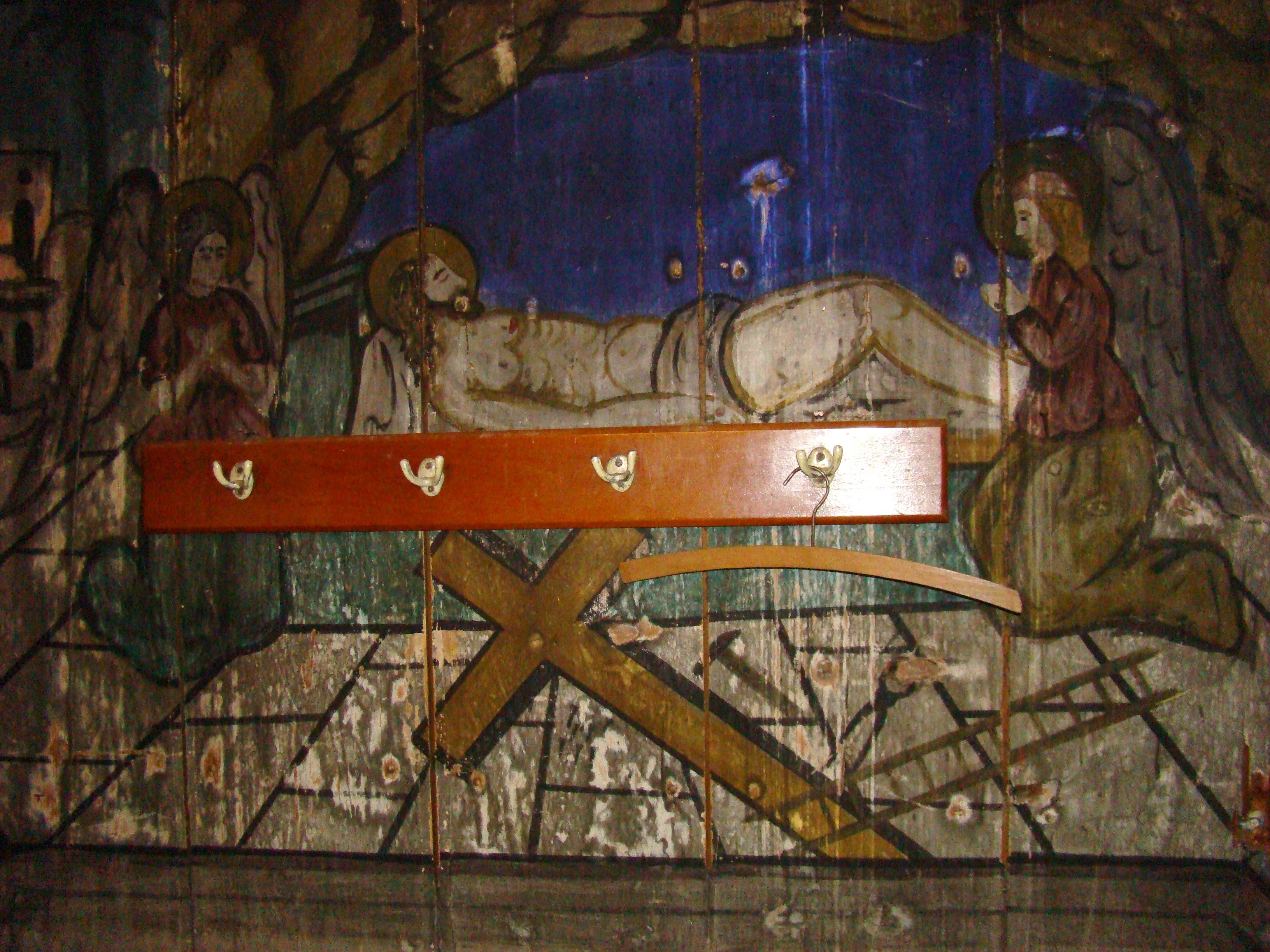
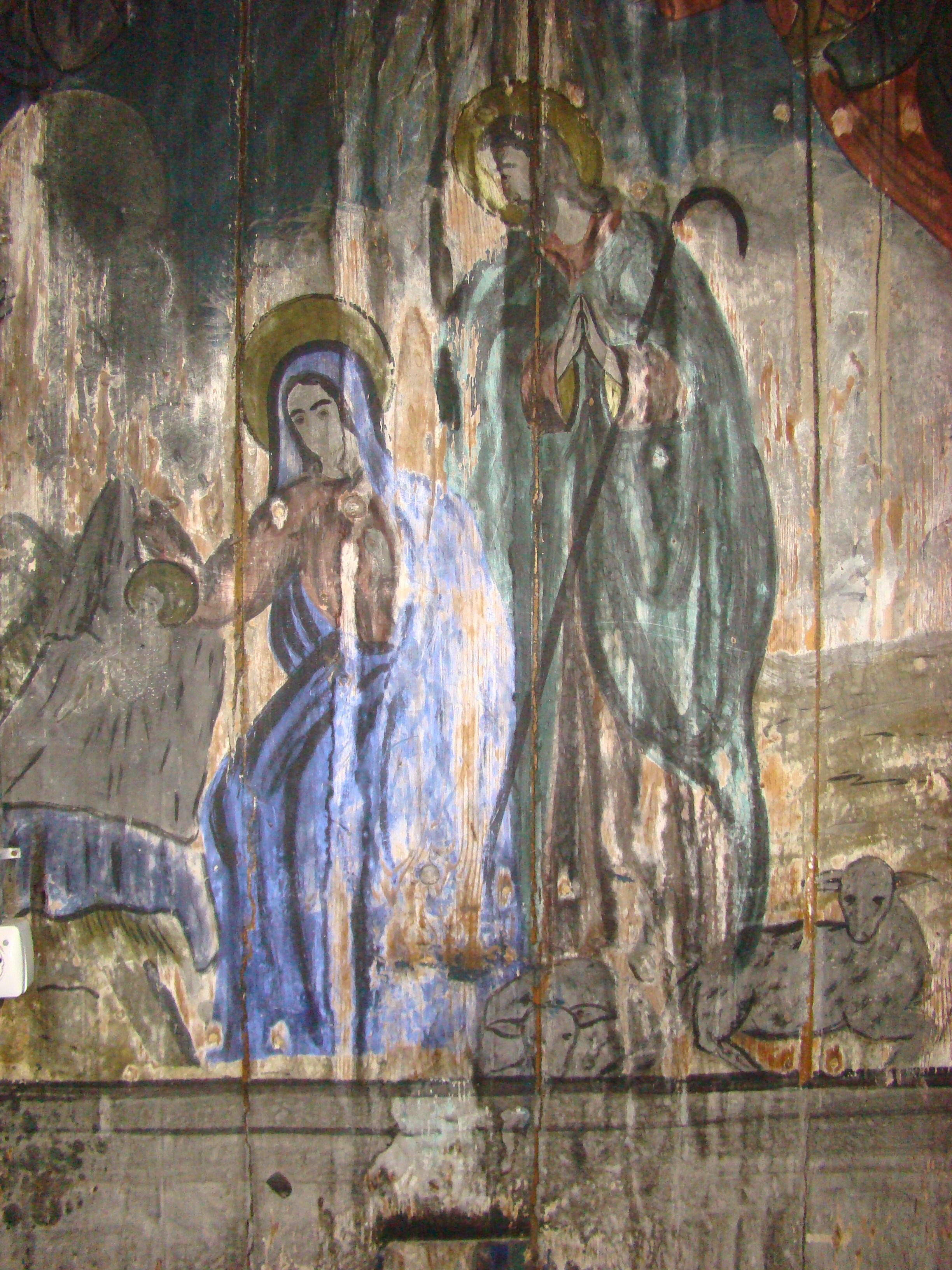
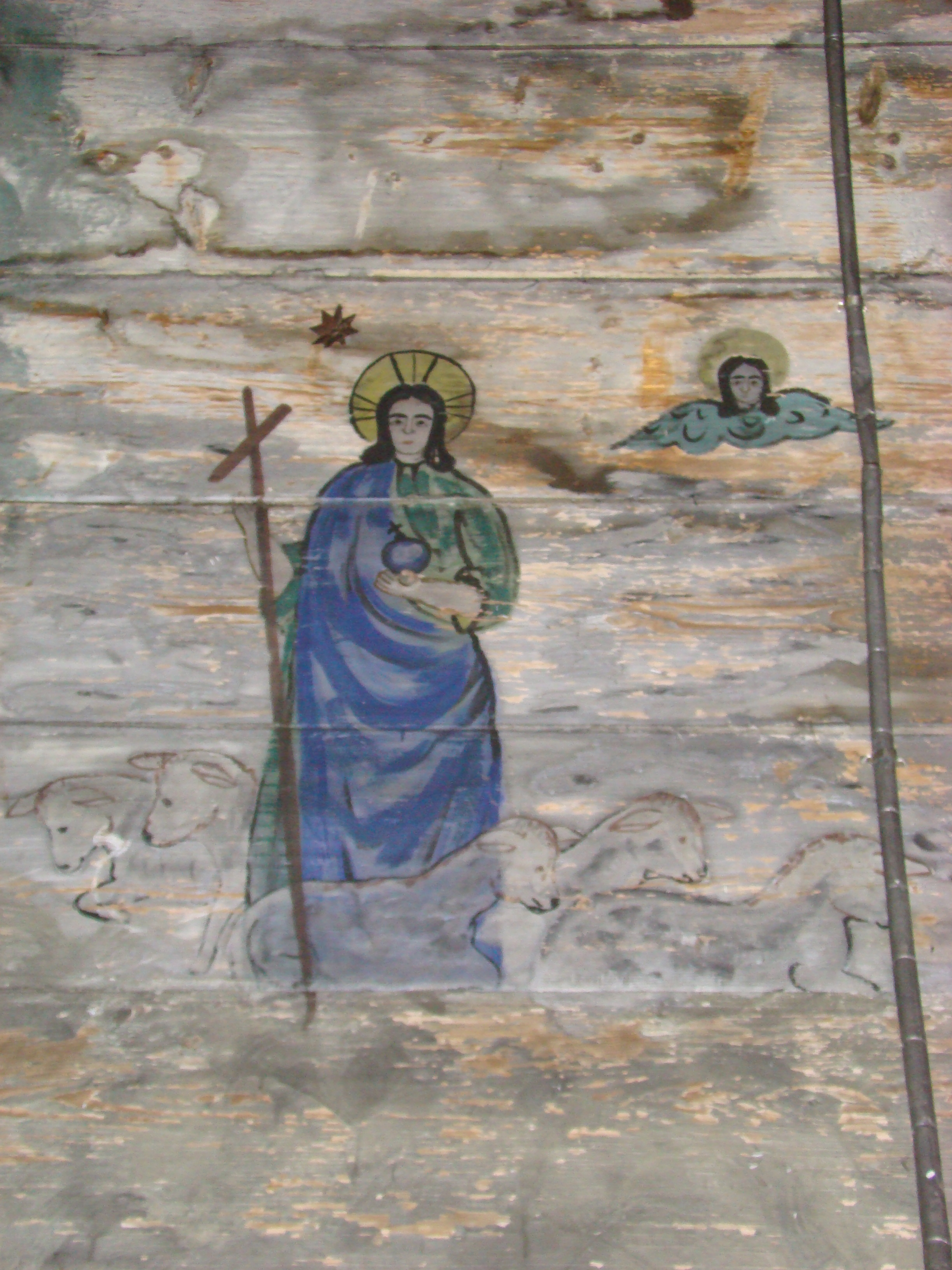
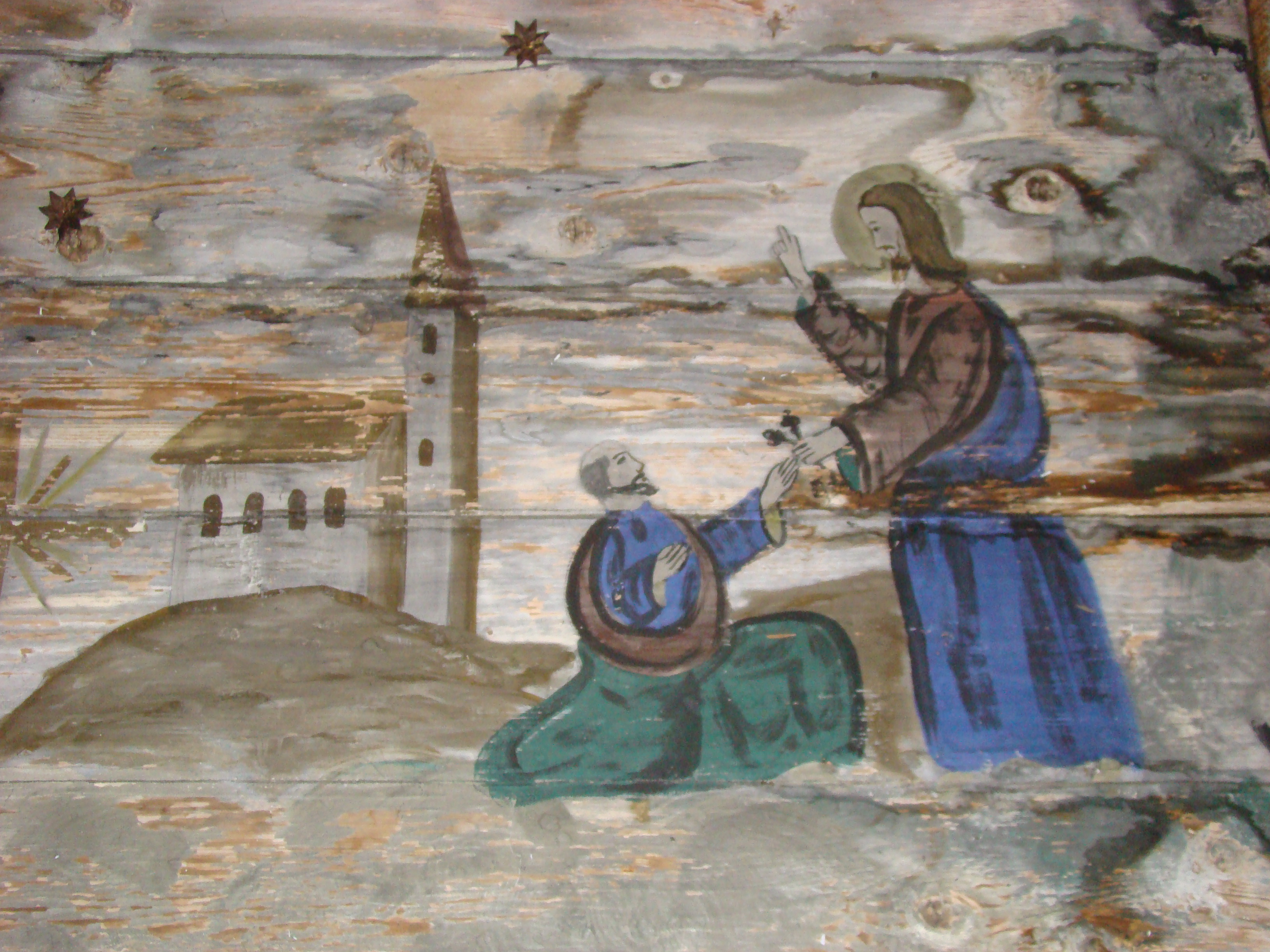
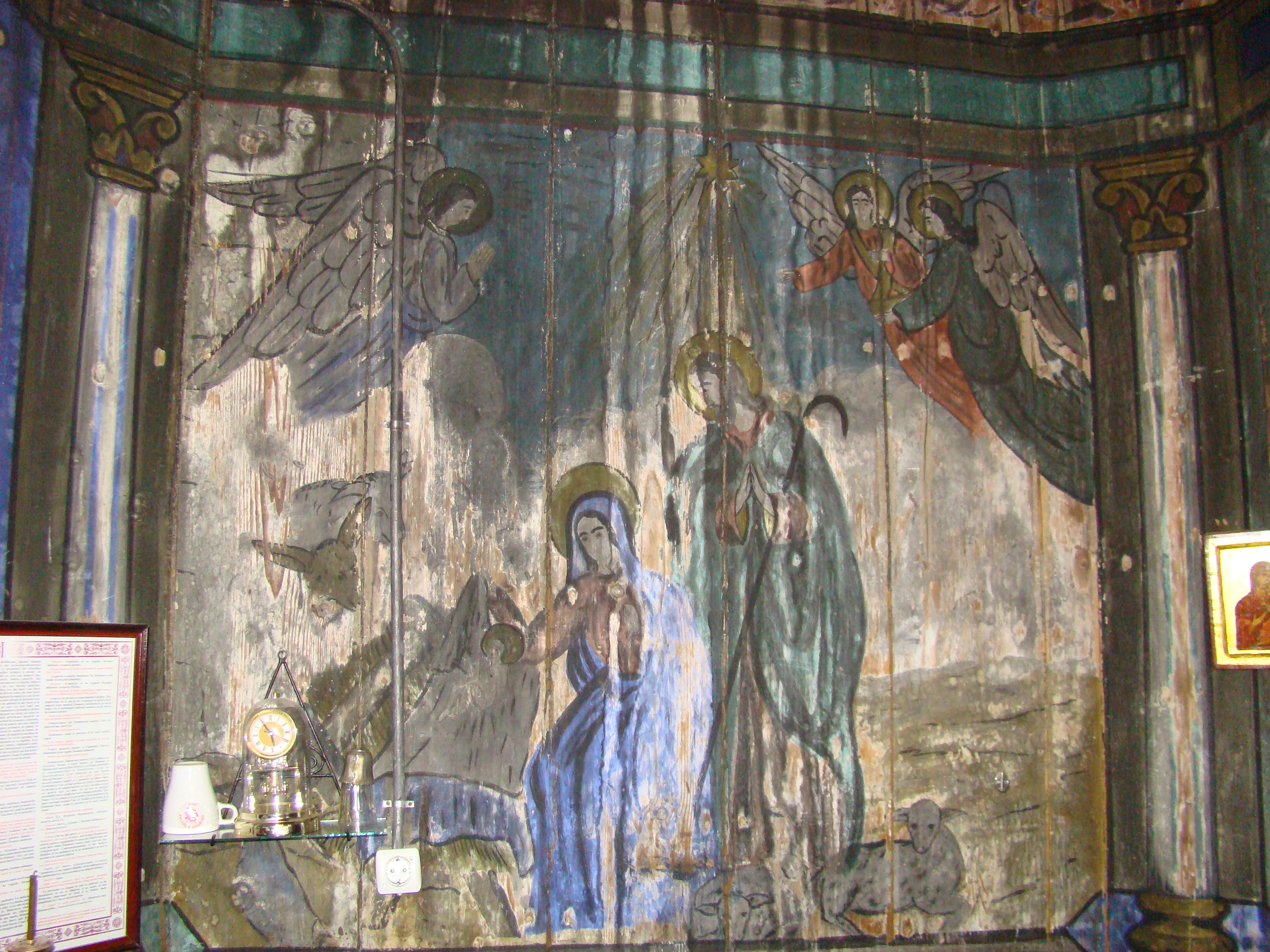